# Histoire de la Crète
Vous lisez un « article de qualité » labellisé en 2007.

Carte des sites archéologiques crétois et leurs périodes d'occupation.

La Crète est la principale île grecque et également l'une des plus méridionales de Grèce. Elle représente une des frontières symboliques entre l'Occident et l'Orient.
Située à équidistance de l'Europe continentale, de l'Asie Mineure et de l'Afrique, elle occupe une position géographique qui lui confère une riche histoire tandis que sa position stratégique lui vaut d'avoir été le terrain de nombreux conflits entre peuples en vue du contrôle de la Méditerranée.
Partie intégrante de la Grèce de nos jours, la Crète n'est pourtant réunie à celle-ci que depuis 1913. Habitée au moins depuis le Néolithique, la Crète est le berceau de la civilisation minoenne qui domine la Méditerranée orientale du XXVIe au XIe siècle av. J.-C., avant de s'effacer devant l'essor de la Grèce continentale.
Lorsque l'Empire romain se tourne vers l'Orient, l'île est une étape de son expansion. Après le partage de l'Empire, elle intègre l'Empire romain d'Orient. Elle est alors tour à tour byzantine, arabe au IXe siècle, puis vénitienne après la quatrième croisade et le partage de l'Empire byzantin entre les royaumes francs. La Crète est alors partagée entre occupation latine et héritage byzantin. Sa position en Méditerranée est alors stratégique pour la défense du commerce de la « sérénissime république de Saint-Marc » en Méditerranée.
À toutes les époques de son histoire, l'île attise également la convoitise des pirates qui en font une base de départ de leurs raids. Les actes de piraterie et la menace qu'ils font peser sur le commerce méditerranéen est souvent le prétexte pour une intervention et l'occupation de l'île de la part des peuples ayant des vues sur l'île.
La Crète passe sous la domination de l'Empire ottoman au cours du XVIIe siècle à l'issue du long siège de Candie. La domination ottomane est marquée par une série de révoltes, en particulier au cours du XIXe siècle, mais aussi par l'islamisation d'une partie de la population. La minorité musulmane quittera l'île lors du retrait ottoman.
À partir de 1897, la Crète obtient un gouvernement autonome sous un prince grec mais ne parvient à être rattachée à la Grèce qu'en 1913.
La Crète fut le théâtre d'affrontements lors de la Seconde Guerre mondiale pendant la bataille de Crète et subit l'occupation des troupes allemandes de 1941 à 1945.
Elle a pendant longtemps été une terre d'exode rural et d'émigration. Elle a fourni une part importante de la diaspora grecque avec des figures intellectuelles et artistiques comme le pape Alexandre V ou le peintre Domínikos Theotokópoulos dit Le Greco. L'essor du tourisme depuis les années 1970 apporte un certain renouveau économique.

## Préhistoire

### Paléolithique

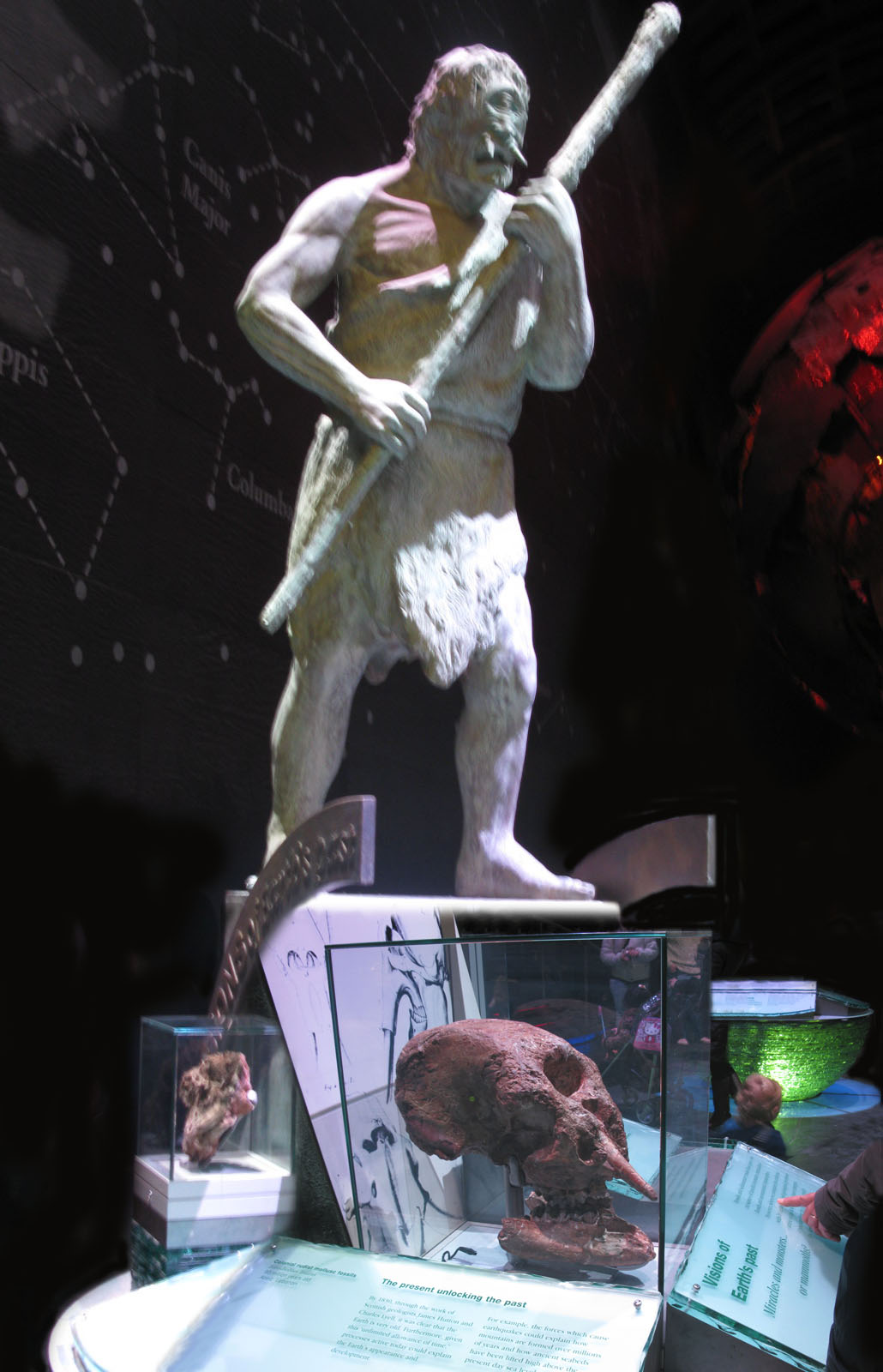
Aux pieds du mannequin représentant le Cyclope, un crâne d'éléphant nain fossile Elephas falconeri, dont la cavité nasale peut être interprétée comme l’œil unique d’un géant, est peut-être à l’origine de ce mythe selon le musée d'histoire naturelle de Londres.

En janvier 2011, une équipe gréco-américaine a établi qu'il y a 130 000 ans, quand le niveau de la mer Méditerranée était inférieur de 150 mètres à celui qu'il a de nos jours. Cette découverte d’outils fabriqués laisse donc penser qu'une espèce d’hominidé s’est installée sur l’île à cette époque. Néanmoins, aucun ossement n’a été retrouvé rendant impossible la détermination de l’espèce qui a travaillé ces outils.
Des outils en os et en corne ont été découverts dans la région de Réthymnon. Ils auraient appartenu à des hommes de la période interglaciaire, mais aucune preuve de leur ancienneté n’est pour l’instant assez convaincante. Cependant, il semble bien que l’idée d’une occupation depuis le Paléolithique se renforce, d’autant que lors de la dernière période glaciaire, le niveau de la Méditerranée devait se trouver près de cent mètres en dessous du niveau actuel et qu’il aurait été relativement aisé d’atteindre l'île en pirogue depuis le Péloponnèse.
La faune de Crète comporte alors des hippopotames nains dont des restes ont été découverts sur le plateau de Katharos dans les monts du Lassithi, des chevaux nains, des éléphants nains, des cerfs nains Praemegaceros cretensis, des rongeurs géants, des insectivores, des blaireaux, et une sorte de loutre terrestre. Ces espèces naines ou géantes (par rapport à leurs ancêtres continentaux) sont issues d'une adaptation spécifique aux milieux insulaires. Une étude tend à rapprocher cet animal des mammouths nains. Il n’y a pas de grands carnivores. La plupart de ces animaux disparaissent à la fin de la dernière glaciation. Il n’est pas certain que l’homme ait joué un rôle dans cette extinction, que l’on retrouve sur d’autres îles de Méditerranée comme en Sicile, à Chypre et Majorque. Jusqu’à maintenant, aucun ossement de cette faune endémique n’a été retrouvé dans les sites néolithiques. En revanche, leurs ossements d’âge pléistocène, trouvés à l’époque antique, ont pu être à l’origine de légendes comme celle des cyclopes (la large cavité nasale très visible au centre des crânes d’éléphants nains étant prise pour une orbite oculaire de grande taille).

### Néolithique

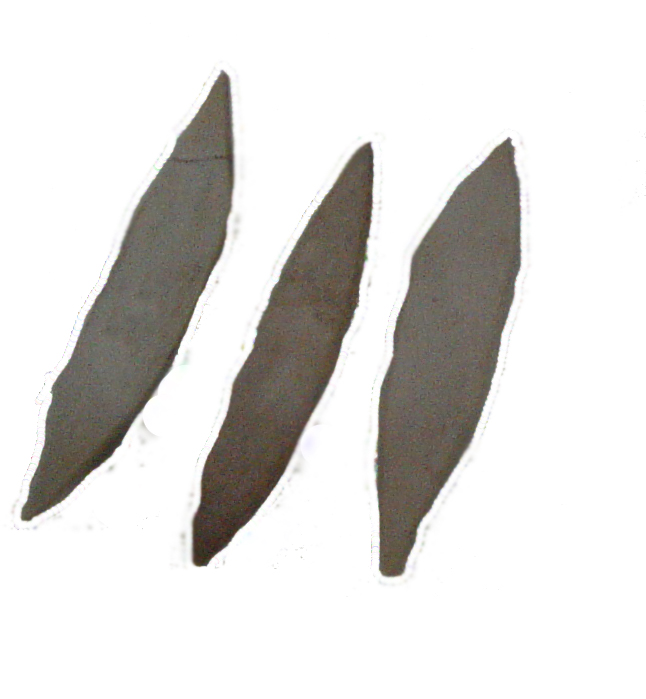
Lames de pierre taillées du Néolithique (musée archéologique d'Héraklion).

Les premiers agriculteurs viennent probablement de l’est : d’Anatolie, de Cilicie. Ils introduisent alors du bétail : des moutons, chèvres, cochons et des chiens, mais également la culture des céréales et des légumes.
Pour les temps les plus anciens, la datation au carbone 14 de restes organiques et de charbon de bois offre des dates indépendantes. À partir de ces éléments, on pense que la Crète est habitée à partir du VIIe millénaire av. J.-C., comme le prouvent de nombreuses écailles d’obsidiennes trouvées à Trypti et Roussés², à l’est d'Héraklion et les peintures rupestres d'Asfendou Sfakion, représentant des bêtes à cornes et des motifs abstraits.
Jusqu’à présent, Knossos, dont l’occupation remonte au VIIe millénaire av. J.-C. (couche X), demeure le seul site acéramique (ou précéramique). Le fait qu’aucune poterie n’ait été retrouvée dans la « couche X », laisse penser soit que l’occupation du site se fait avant l’apparition de la céramique soit qu’à cette période ancienne, la céramique ait pu être « tabou » sur ce site, qui couvre alors 350 000 m2. Les rares ossements retrouvés sont ceux des animaux mentionnés ci-dessus, mais aussi de cerfs, de blaireaux, de martres et de souris : l’extinction (anthropique ou non) de la mégafaune locale n’a pas laissé beaucoup de gibier. De la poterie néolithique a été retrouvée près de Knossos, dans les grottes de Lera et de Gerani. Le Néolithique tardif a vu la prolifération de sites, montrant ainsi une croissance de la population. Au cours de cette période l’âne et le lapin sont introduits sur l’île, le cerf et l’agrimi chassés. L’agrimi, une chèvre redevenue sauvage, conserve les traits des premières domestications. Chevaux, daims et hérissons ne sont attestés qu’à l’époque minoenne pour l’instant.
Les céramiques du Néolithique évoluent tout au long de cette période. Simples et sans décoration au début du Néolithique, elles deviennent par la suite plus sophistiquées, avec des gravures, et les techniques de fabrication semblent assez avancées pour l'époque. De couleur noire et rouge, ces céramiques étaient cuites dans des fours ouverts. Les premières statuettes apparaissent à cette époque, faites d'argile, de pierre, d'ardoise, de marbre ou de coquillages. À la fin du Néolithique, elles représentent généralement des figures féminines avec les parties du corps relatives à la fécondité mises en valeur (ventre, cuisses, seins).

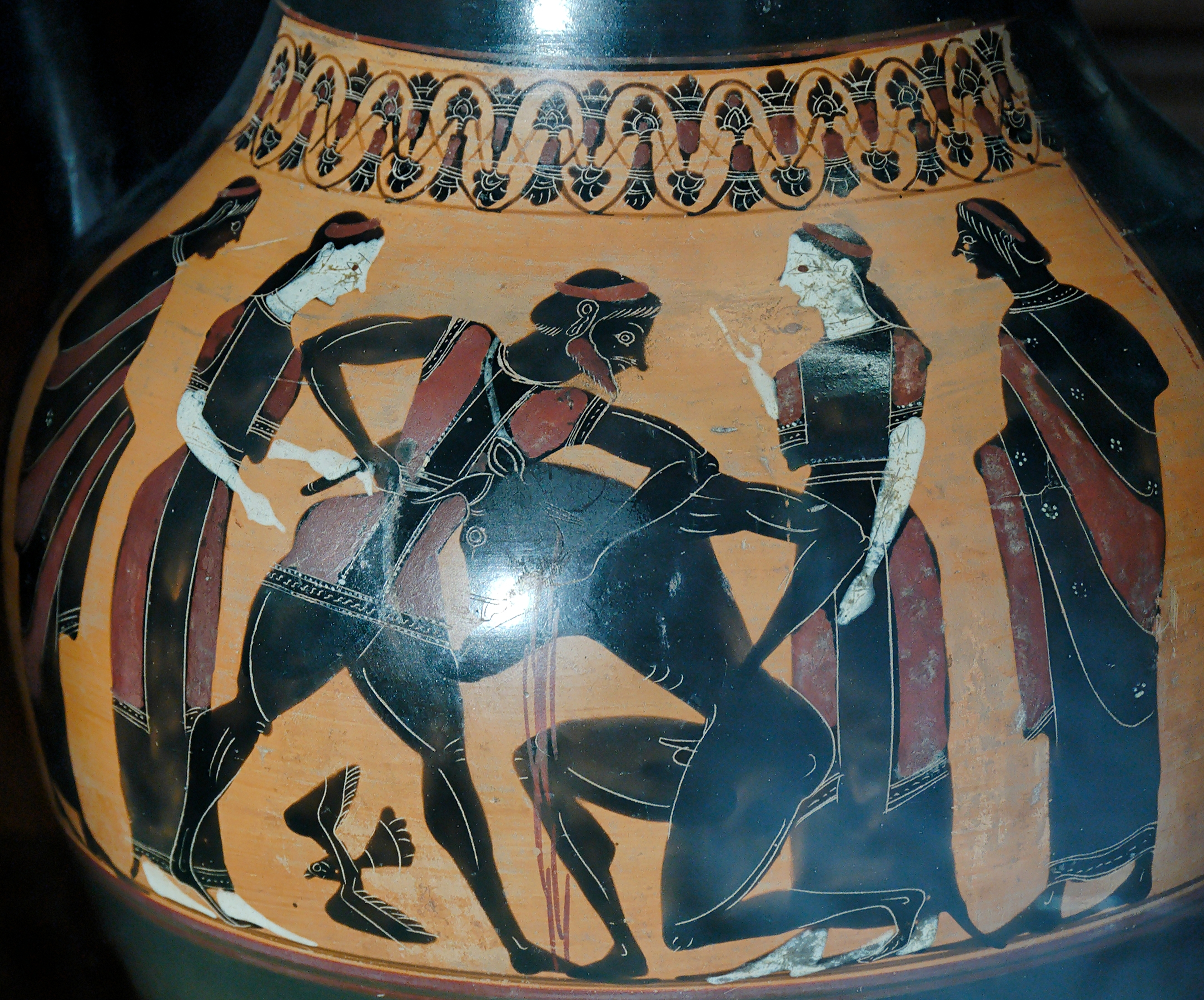
Thésée et le Minotaure, détail d'une amphore du groupe de Londres B 174, vers 540 av. J.-C., musée du Louvre.

Au Néolithique précéramique, l'habitat se présente sous forme de huttes en pieux de bois, avec un sol en terre battue. On trouve en Crète une particularité absente dans le reste de la mer Égée : les tombes d'enfants à l'intérieur même des maisons. À partir du Néolithique ancien, les fouilles de Knossos montrent que les maisons possèdent des pièces contiguës, des murs de pierre, surmontés de briques, couverts d'un enduit à l'intérieur, comme le sol. Les toits sont plats et faits de torchis. Les maisons s'équipent de marches en terre cuite et de foyers au Néolithique ancien II. Les morts sont enterrés et accompagnés de poteries et de bijoux en pierre. De nombreuses grottes sont occupées dans un but d'habitation, surtout dans les régions les plus montagneuses. Les morts sont souvent enterrés dans les grottes, une pratique courante même après que les hommes du Néolithique abandonnent ces grottes pour vivre dans des habitations.
Les relations de la Crète avec le reste de la mer Égée semblent se développer essentiellement vers la fin du Néolithique. La céramique peinte en rouge et polie laisse supposer que des relations existent avec les régions nord et est de la mer Égée, où l'on trouve des céramiques identiques. L'introduction de l'obsidienne, en provenance de Milos et de Nissiros pour la fabrication de petits outils présuppose l'essor de la navigation en mer Égée.
On connaît peu de choses sur l’apparition de l’ancienne civilisation crétoise car peu de témoignages écrits nous sont parvenus. Cela contraste avec les palais, les maisons, routes, peintures et sculptures qui eux existent toujours. L’histoire crétoise est baignée de légendes (telles que celles du roi Minos, de Thésée, du Minotaure, de Dédale ou d’Icare) qui nous sont parvenues par le biais d’historiens et de poètes grecs.
En raison du manque de témoignages écrits, la chronologie concernant la Crète est basée sur le style des poteries égéennes et du Proche-Orient, de sorte que les frises chronologiques de la Crète ont été réalisées à partir des objets achetés à d’autres civilisations (égyptienne par exemple) — une méthode courante.

## Paléogéographie et incidences sur l'histoire
La Crète et son voisinage (Cyclades, Péloponnèse, Anatolie) se trouvent dans une région géologiquement dynamique et est souvent sujette aux tremblements de terre, dont certains ont été la cause de graves dégâts pour les cités crétoises, de l'âge du bronze à la période moderne. D'autres changements environnementaux ont aussi laissé leur marque sur l'histoire de l'île, qui bascule très lentement, s'élevant à l'ouest et s'affaissant à l'est. Ainsi, bien que le niveau de Méditerranée soit à peu-près constant depuis environ six millénaires, de nombreuses habitations ou ports de la côte orientale sont submergés de nos jours en raison de la subsidence de cette côte. Si l'on considère que le niveau de la mer était en Crète orientale inférieur d'un mètre à l'époque romaine par rapport à aujourd'hui, on peut supposer que de nombreux ports de l'époque minoenne sont désormais sous environ deux mètres d'eau (c'est aussi le cas du site de Pavlopetri dans le Péloponnèse, en face de la Crète). Quant à l'élévation progressive de toute la côte occidentale, mise en évidence par Spratt dans les années 1850, elle aurait commencé à l'époque médiévale, peut-être au IXe siècle, juste après la conquête des Sarrasins. Entre Paleochora et l'ancienne cité de Lissos (actuelle Ai-Kyrkos) , l'élévation est estimée à 8 mètres. Ainsi, à Phalassarna, l'ancienne cité grecque possédait un port intérieur, relié à la mer par un canal taillé dans la roche. Ce canal est désormais plusieurs mètres au-dessus du niveau de la mer.
De nos jours, environ les deux tiers de la surface totale de l'île sont rocheux et arides, mais cela n'a pas toujours été le cas, car si la déforestation a commencé dès la période minoenne, notamment en raison des constructions navales, il semble qu'à l'époque romaine subsistait encore une forêt primitive de cyprès sur toute la région à l'ouest du mont Ida, dont on pouvait encore voir, à l'époque vénitienne, à la fin du Moyen Âge, assez de bosquets pour que Venise puisse en tirer des navires,.
L'île ne possédait pas de rivière navigable, mais il y a eu durant l'histoire plus d'eau, de sources et de fontaines que de nos jours, ainsi que des canaux d'irrigation et des aqueducs, cet asséchement étant sans doute une conséquence de la déforestation.

## Antiquité

### Crète minoenne et mycénienne

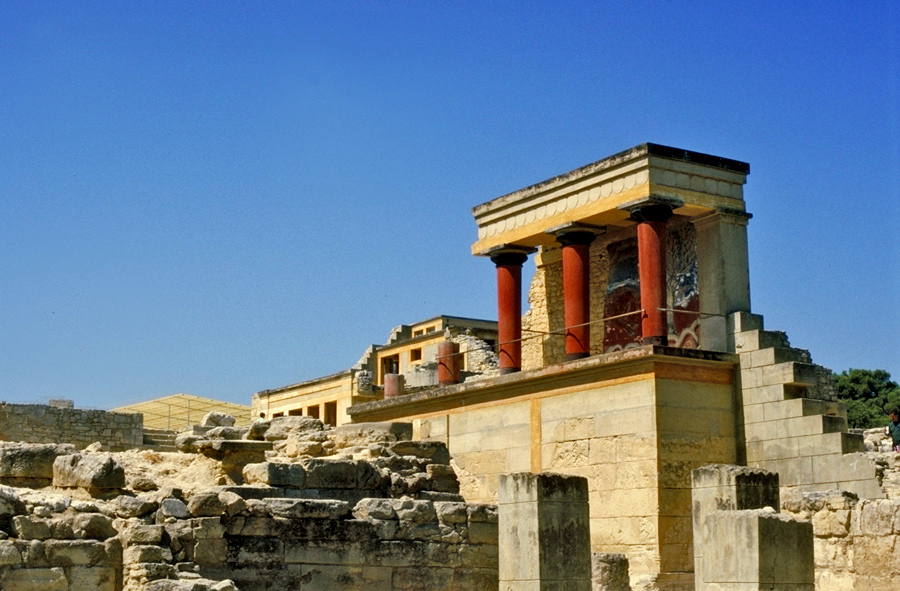
Palais de Knossos. À partir des fouilles réalisées sur le site de Knossos, Arthur Evans a élaboré une chronologie de la civilisation minoenne.

La chronologie crétoise est établie à partir des fouilles d'Arthur Evans qui essaya de reconstituer la chronologie de la Crète ancienne en établissant des correspondances avec l'histoire de Troie, des Cyclades, de la Grèce, de l'Égypte et de la Mésopotamie, à partir des objets anatoliens, syro-phéniciens ou égyptiens retrouvés en Crète et aux objets crétois retrouvés par les archéologues dans ces régions. La chronologie d'Evans, d'une part rattache la période comprise entre la fin du Néolithique et l'invasion des Achéens au roi de Knossos, Minos, d'autre part appelle minoenne la civilisation crétoise de l'époque. Se basant sur la céramique, Evans distingue à l'intérieur du minoen, trois périodes : le minoen ancien (MA), le minoen moyen (MM) et le minoen récent (MR), qui se subdivisent elles-mêmes en sous-périodes.
Plus récemment, afin de tenter de pallier les faiblesses de la chronologie d'Evans, d'autres chronologies se fondent sur l'introduction en Crète des métaux et sur la construction et la destruction des palais (époques prépalatiale, protopalatiale, néopalatiale).

#### Époque prépalatiale

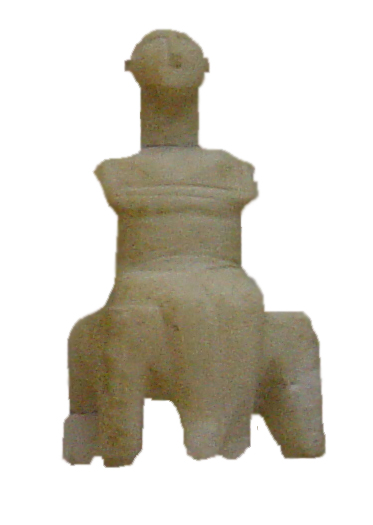
Statuette assise en marbre de type cycladique.

La civilisation minoenne est la plus importante civilisation de l'âge du bronze du monde grec. La thèse d'Arthur Evans selon laquelle l'introduction des métaux en Crète est due à des émigrés venus d'Égypte est aujourd'hui révolue. La théorie actuelle penche en faveur du fait que toute la région de l'Égée est à cette époque habitée d'un peuple désigné comme préhellénique ou égéen. L'Égypte semble trop lointaine pour exercer une grande influence à cette époque. Au contraire, c'est l'Anatolie qui joue un rôle probant dans l'initiation de la Crète aux arts des métaux. La diffusion de l'usage du bronze en mer Égée est liée à de larges mouvements de population depuis les côtes de l'Asie mineure vers la Crète, les Cyclades et le sud de la Grèce. Ces régions entrent dans une phase rapide de développement social et culturel, marqué principalement par l'essor des relations commerciales avec l'Asie mineure et Chypre.
Grâce à sa marine, la Crète occupe une place prédominante en Égée. L'utilisation des métaux multiplie les transactions avec les pays producteurs : les Crétois vont chercher le cuivre à Chypre, l'or en Égypte, l'argent et l'obsidienne dans les Cyclades. Des ports se développent sous l'influence de cette activité croissante : Zakros et Palékastro sur la côte orientale, les îlots de Mochlos et Pseíra sur la côte septentrionale deviennent les principaux centres d'échange avec l'Asie mineure. L'importance de celle-ci pour la Crète explique la prépondérance de la partie orientale de l'île qui en constitue le foyer le plus actif. Alors que Knossos ne connaît encore qu'une civilisation sub-néolithique, sans métal, Malia fait figure de métropole. C'est à cette époque que des communautés de fermiers et d'éleveurs se développent dans la plaine de la Messará. Il semble que dès le minoen ancien, les villages et les petites villes deviennent la norme et les fermes isolées se font beaucoup plus rares.
La généralisation de l'emploi du bronze déplace le centre de gravité de l'île vers son centre, dont les cités commencent à concurrencer celles de la partie orientale. De plus, de nouvelles matières premières détournent l'attention des Crétois de l'Asie mineure. Par exemple, l'étain d'Espagne, de Gaule ou de Cornouaille arrive sur les côtes siciliennes et de l'Adriatique et certaines cités orientent leur commerce vers ces régions. C'est ainsi que l'embouchure du Kairatos se développe. Une route traverse la Crète en son milieu avec Knossos et Phaistos comme principales étapes.
En ce qui concerne l'agriculture, on sait grâce aux fouilles que presque toutes les espèces connues de céréales et de légumineuses sont cultivées et que tous les produits agricoles connus encore de nos jours comme l'huile, les olives, le vin et le raisin sont déjà produits à cette époque.

#### Époque protopalatiale

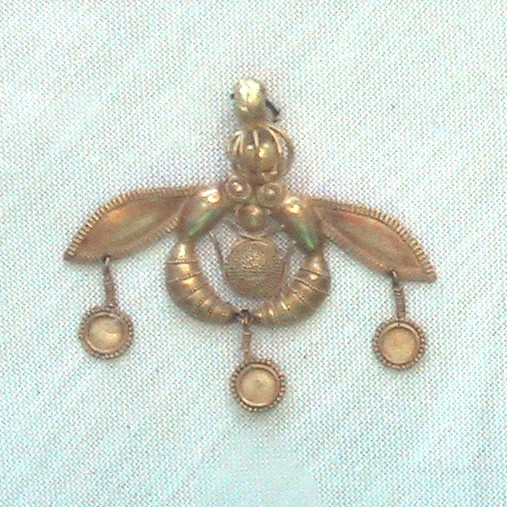
Pendentif en or constitué de deux abeilles. Malia.

Alors que pour la Grèce continentale, on considère que le Bronze moyen est une période de transition, au contraire, en Crète, elle est d'une grande prospérité.
La Crète des premiers palais connaît un essor commercial exceptionnel, qui se traduit par une prépondérance de la Crète en Égée, de sorte que Milo, Délos ou Théra ne sont plus que des succursales de l'île. Cette prépondérance gagne même Égine, l'Argolide, la Grèce centrale ou Chypre. Cette expansion commerciale des Minoens est marquée par l'abondance des poteries minoennes retrouvées hors de Crète, et ce jusqu'en Messénie ou en Laconie. Dans les îles de Kéa et de Samothrace, ont été également retrouvés, des sceaux minoens en forme de disques en terre cuite. Des sources historiques écrites décrivent les relations de la Crète avec les autres pays, comme les textes retrouvés à Mari et datant du XVIIIe siècle av. J.-C. qui mentionnent que la Crète importe des matières premières (bronze, étain, ivoire) et exporte comme objets de luxe, les produits des ateliers des palais : armes, étoffes et chaussures.
Les recherches archéologiques montrent un changement important dans la civilisation minoenne aux alentours de -2000. L'élément principal de ce changement est la fondation des premiers palais, qui indiquent la concentration des pouvoirs dans certains centres.

#### Époque néopalatiale

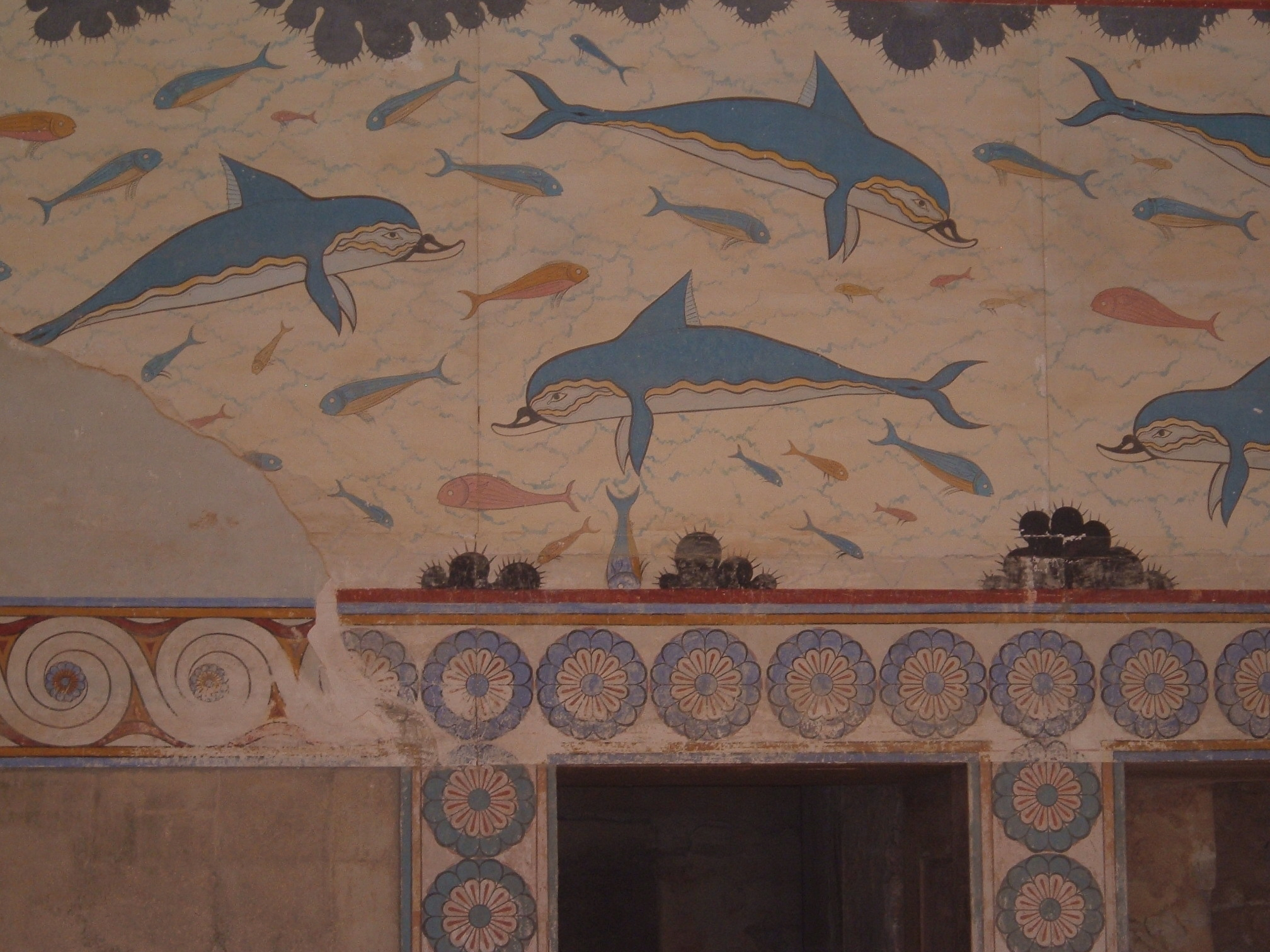
Reconstitution des Dauphins de Cnossos (de la chambre dite de la reine), par Arthur Evans.

Vers 1700 av. J.-C., les palais sont détruits. Les historiens divergent quant à l'origine de ces destructions. Certains estiment qu'elles sont dues à une invasion indo-européenne, à des Louvites venus d'Anatolie en particulier. D'autres pensent qu'il s'agirait des Hyksos venus d'Égypte, ou encore de troubles internes tels qu'une guerre civile. Enfin, il y a la thèse d'un tremblement de terre, peut-être engendré par l'éruption de Santorin, mais celui-ci n'aurait affecté que la partie centrale de l'île puisque le palais de Malia est épargné par la destruction.
Cette catastrophe, quelle que soit son origine, ne met pas un terme à la création minoenne. Les palais sont reconstruits sur les ruines des précédents, et la civilisation minoenne entre dans ce qui est considéré comme son âge d'or. La période des nouveaux palais se divise en trois phases : -1700 à -1600 est une période de reconstruction, -1600 à -1500 est l'apogée des Minoens. Enfin, de -1500 à -1400, c'est la période d'extension de l'influence minoenne sur les autres peuples de Méditerranée, en particulier les Mycéniens du Péloponnèse. À Knossos, Phaistos, Aghia Triada ou Malia, de nouveaux palais sont construits ou les anciens sont restaurés et embellis par des innovations architecturales, telles que l'utilisation de colonnes de cyprès ou le système de puits de lumière. La partie orientale de l'île participe à cette reprise : ainsi, le palais de Malia, abandonné depuis -1900 est de nouveau occupé. Ces palais sont de grands ensembles, composés de deux étages ou plus, et sont d'aspects similaires, qu'ils soient construits à Knossos, Phaistos, Mallia ou Zakros. Ils sont édifiés autour d'une grande cour centrale et composés d'un ensemble complexe de bâtiments enchevêtrés. Les palais minoens sont équipés d'un système d'approvisionnement en eau et d'un système d'égout.

#### La Crète mycénienne
L'éruption de Santorin vers -1400 porte un coup fatal à la civilisation minoenne. Le tremblement de terre provoqué par l'éruption et la destruction des cités qu'il engendre, favorise les incursions des Mycéniens. Les traces archéologiques montrent l'existence d'établissements mycéniens sur l'île dès -1380. Cette nouvelle phase de l'histoire minoenne est appelée « Crète mycénienne », ce qui signifie que l'île devient une partie du monde mycénien, une dépendance du continent, mais elle ne perd pas son identité pour autant.  C'est à cette époque que des inscriptions en linéaire B apparaissent et remplacent les inscriptions en linéaire A. Le linéaire B n'était pas utilisé en Crète de l'âge du bronze ancien ou moyen (qui utilisait à la place le linéaire A), mais il était largement utilisé sur les sites mycéniens de l'âge du bronze tardif sur le continent grec.

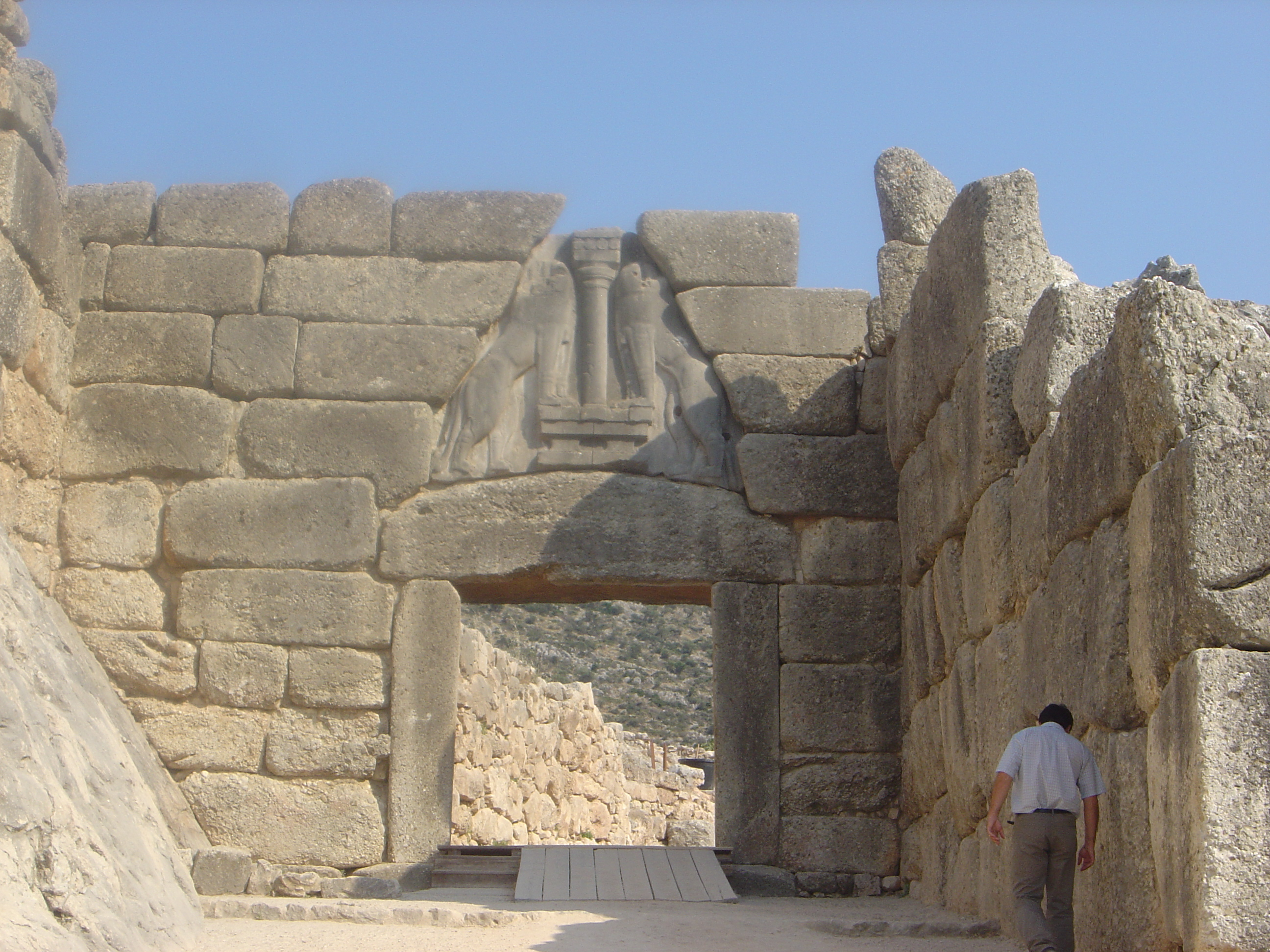
La porte des lions, un des symboles de Mycènes. La cité du Péloponnèse joua un rôle important en Crète à la fin de la période minoenne.

La présence mycénienne est attestée par les légendes d'époques postérieures et par la toponymie de certains lieux. Agamemnon, roi de Mycènes serait le fondateur de Lappa, Tégée, ou Pergamos. Les noms de lieux tels que Gortyne ou Arcadia sont d'origine péloponnésienne et pourraient être des survivances de l'occupation mycénienne. Homère, dans l'Iliade, mentionne que sept cités crétoises prennent part à la guerre contre Troie, menée par Idoménée et d'autres seigneurs, eux-mêmes directement sous les ordres d'Agamemnon. Les quatre-vingts navires fournis par la Crète en font l'une des plus gros contributeurs à la guerre de Troie et montreraient que l'île n'est pas complètement ruinée par l'éruption.
C'est à cette période que sont importés les dieux grecs en lieu et place des dieux minoens. Zeus, Poseidon, Héra, Athéna remplacent la déesse mère. Des éléments de religion minoenne subsistent, comme l'attestent les tablettes de linéaire B mentionnant une prêtresse des vents ou une maîtresse du labyrinthe. Le culte de l'enfant Zeus est aussi considéré comme crétois. À l'inverse, Knossos influence toujours certaines zones de l'Égée pour certains domaines : les armes et les bijoux créés à Knossos sont adoptés par le continent.
Vers la fin du XIIe siècle, la Crète connaît un bouleversement lié au peuples de la mer, même si leur impact est moins fort qu'en Grèce continentale. Plus fort est le changement qui a lieu après la catastrophe de Mycènes : des groupes de population venus du Péloponnèse s'installent en Crète. De nouveaux éléments apparaissent dans la vie des Crétois tels que l'incinération des morts, l'utilisation du fer, les vêtements à broches, la décoration géométrique des poteries. Ces nouveaux éléments seraient d'héritage dorien.

#### La Crète dorienne

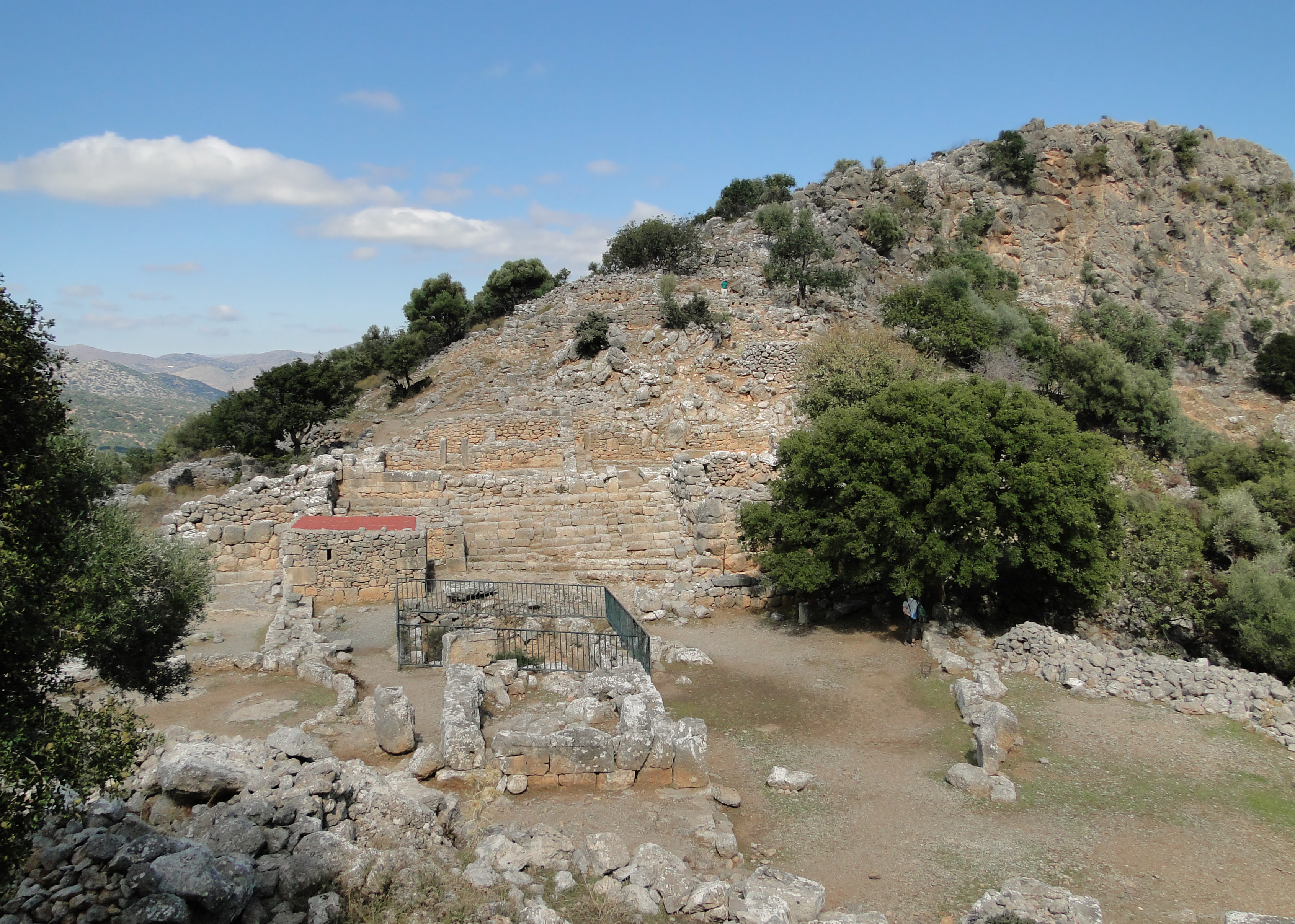
Site dorien de Lato.

Selon Thucydide, l'invasion de la Grèce par les Doriens a lieu quatre-vingts ans après le sac de Troie. Venant de la région danubienne, les Doriens arrivent en Grèce soit par l'Illyrie et l'Épire, soit par la Thrace et la Macédoine. Les populations chassées trouvent alors refuge en Crète et à Chypre. La Crète est touchée à son tour par l'invasion dorienne vers -1100. Cette invasion est loin d'être pacifique : les fouilles archéologiques montrent une résistance des Crétois sur les principaux sites, dont Knossos, qui est détruite. À Karphi, Minoens et Mycéniens s'unissent et trouvent refuge sur ce site très escarpé,.
Les Doriens colonisent l'île de façon intensive, établissant de nombreuses cités. Les mythes racontent que Teutamos, fils de Doros roi des Doriens, fonde la première dynastie dorienne en Crète, tout juste une génération après l'établissement des premiers Doriens. La tradition veut que les premiers colons soient Pollis et Delphos de Sparte et Althaimenes d'Argos. Les Doriens se répartissent en trois tribus : les Hylleis, Dymanes et Pamphyloi. D'autres tribus doriennes s'établissent en Crète par la suite.
Les Doriens apportent avec eux l'usage du fer, la construction de temples (pour les Minoens et les Mycéniens, les cérémonies se passaient dans les palais), et l'incinération des morts. Cependant la crémation des morts pourrait ne pas être liée à l'arrivée des Doriens. Déjà pratiquée à la même époque à Rhodes, Chypre ou Kos, cette pratique s'installe en Crète très tôt lors de la période dorienne et pourrait donc avoir une origine moyen-orientale.
Cette invasion entraîne de nouvelles migrations de la population crétoise vers l'Asie mineure,.
Minoens, Mycéniens et Doriens fusionnent en une nouvelle entité ethnique et culturelle. Les descendants des Minoens, autrement appelés Étéocrétois (les Crétois purs), sont marginalisés et se retrouvent principalement dans l'est de la Crète. Ils se voient réduits au statut de périèques. Une étude sur la toponymie en Crète, montre que 70 % des noms de lieux sont d'origine grecque, 20 % pélasgienne, et 10 % crétoise.

#### Période dédalique, ou renaissance crétoise

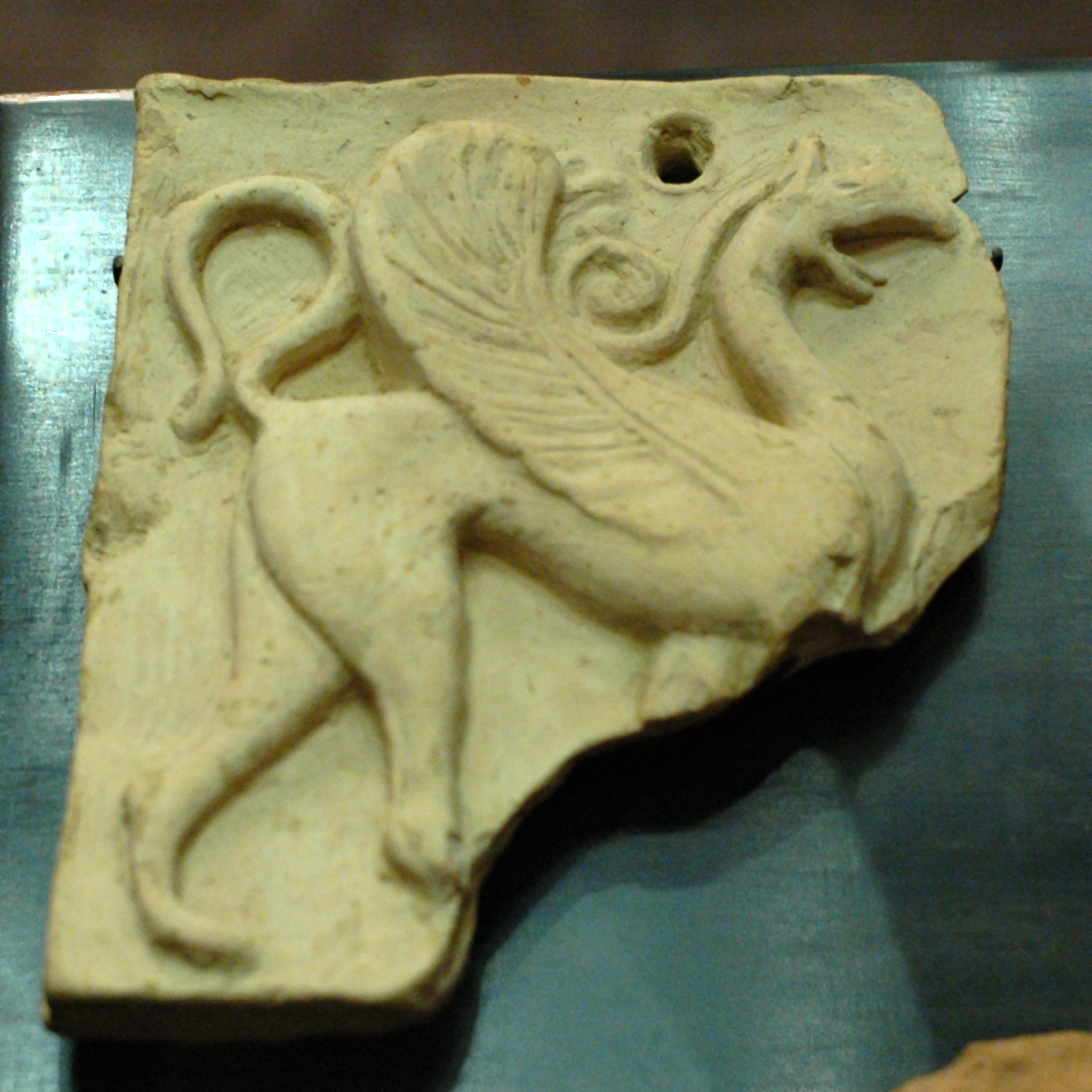
Époque orientalisante. : griffon. Terre cuite, v. 630-600 AEC. Louvre

Au VIIIe et VIIe siècles av. J.-C., la Crète retrouve une partie de sa splendeur passée. Le terme de période dédalique n'a cependant rien à voir avec le Dédale de l'époque minoenne qui créa le labyrinthe. Dédale est le nom d'un artiste à qui la tradition accorde l'invention des outils de sculpteur et la création des premières statues de marbre. Si son existence n'est pas avérée, celle de plusieurs de ses disciples dont Dipoinos et Skyllis est plus certaine. La caractéristique majeure de l'art dédalique est l'aspect orientalisant des œuvres produites. Les fouilles archéologiques ont permis de retrouver quelques œuvres importantes dont la Dame d'Auxerre.
Le commerce et la navigation se ravivent et la Crète participe à la grande vague de colonisation que connaît le monde grec. À partir de -735, les Crétois établissent des colonies en Sicile, Étrurie et sur les côtes françaises, près de Marseille, où ils arrivent 100 ans avant les Phocéens. Au VIIe siècle av. J.-C., ils s'associent à Rhodes pour fonder les colonies siciliennes de Gela et Agrigente, puis avec Théra pour fonder Cyrène en -631.
Cette renaissance de la Crète est courte et s'interrompt au VIe siècle av. J.-C. L'isolement et le déclin qui sont de mise jusqu'à la conquête romaine semblent avoir deux raisons : l'émergence de cités-États (Athènes ou Milet entre autres), qui monopolisent le commerce méditerranéen et les querelles internes qui plongent l'île dans un état de crise permanent.

#### Institutions et société dorienne
La société dorienne en Crète est organisée de façon très similaire à celle de Sparte et d'autres centres doriens de Grèce continentale. La population est divisée en trois classes : les citoyens, les apetairoi et une large classe servile. Les citoyens libres sont principalement les conquérants doriens ou leurs descendants et constituent l'élite des cités-États. Ils ont un contrôle exclusif en matière militaire et politique, reposant sur un système militaire strict. Ils sont soumis à une formation collective. Chaque citoyen appartient à une hétairie, dont les membres sont camarades de combat et, comme à Sparte, leurs repas se prennent en commun lors de syssities. Les citoyens participent individuellement aux dépenses, mais l'État y participe également et les dépendants ruraux qui travaillent la terre des citoyens doivent également verser une certaine somme pour l'achat des denrées nécessaires, de sorte que même les plus pauvres des citoyens peuvent prendre place à la table commune.
Sous les citoyens, on trouve les apetairoi (en dehors des hétairies en grec), qui sont des hommes libres mais exclus des hétairies, donc dépourvus de droits politiques. Ce sont souvent d'anciens citoyens frappés d'atimie, des serfs affranchis ou encore des étrangers.
La classe servile peut être divisée en deux catégories. Les habitants premiers de Crète, forment les périèques. Ils sont principalement des paysans qui conservent une partie de leurs terres et paient des taxes à leurs nouveaux maîtres doriens. Enfin, les esclaves forment la classe sociale principale de Crète, composée de natifs crétois ou de prisonniers de guerre. Ils cultivent les terres des citoyens.
Comme toutes les cités grecques, les cités-États crétoises sont à l'origine des monarchies. Elles sont gouvernées par des rois. Au fil du temps, les rois à la tête des cités cèdent leur place à des gouvernements oligarchiques. Une conséquence directe de la conquête dorienne est l’abandon progressif du système royal patriarcal. Ce sont les grandes familles doriennes qui administrent l’île. Les cités crétoises sont désormais administrées par deux collèges : les Cosmes et le Conseil des Gérontes. Les Cosmes sont souvent au nombre de dix par cité. Ils sont élus par les grandes familles pour un an et disposent de pouvoirs civils et militaires considérables : surveillance des mœurs, état des finances, statut des étrangers, ils sont les chefs militaires en temps de guerre et les plus hauts fonctionnaires en temps de paix. À leur sortie de charge, ils entrent au Conseil des Gérontes (boulè) en tant que membres à vie. Ce « Conseil des Anciens » guide les Cosmes dans leurs décisions. Il existait déjà au temps de la royauté, où il avait la même fonction vis-à-vis du roi.

### La Crète aux époques classique et hellénistique

#### La Crète à l'écart des grands conflits
Alors que la Grèce connaît son apogée, la Crète est en marge du monde grec. Elle est absente de la confédération maritime d'Athènes et échappe à l'hégémonie spartiate. Il existe peu de sources traitant des relations entre l'île et le reste de la Grèce, à part quelques alliances entre certaines cités : Knossos et Tylissos avec Argos en -450, ou Lyttos avec Lindos.
La Crète est en proie aux querelles internes. Le caractère montagneux de l'île accentue le cloisonnement. L'état de l'économie force de nombreux Crétois à s'enrôler comme mercenaires dans les armées étrangères. Thucydide mentionne à plusieurs reprises les archers crétois de l'armée athénienne, plus tard, c'est Xénophon qui évoque les archers crétois au sein des Dix Mille. À partir de la guerre du Péloponnèse, on trouve des mercenaires crétois dans toutes les armées de Méditerranée, y compris lors des conquêtes de Jules César (Cretenses sagitarii).

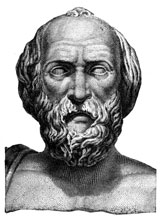
Lycurgue aurait voyagé en Crète, où il se serait inspiré des lois de Minos, pour établir celles de Sparte. En les adaptant, Lycurgue aurait donné à Sparte, selon Aristote, un système politique meilleur que celui des Crétois.

Même si des mercenaires crétois prennent part aux différents conflits du monde grec, la Crète reste à l'écart de ces conflits. En -480, les Grecs menacés par Xerxès, invitent les Crétois à s'associer à leur lutte. Ils restent indifférents à l'appel, prétextant un avis défavorable de l'oracle delphique,. De la même manière, ils restent neutres dans la guerre du Péloponnèse, même après l'attaque de Kydonia par la flotte athénienne,.
Ce retrait du monde grec se manifeste également par l'absence des Crétois lors des jeux panhelléniques. Les coureurs de fond crétois étaient jusque-là réputés, mais sont absents des palmarès des jeux, hormis en -448.
À partir du milieu du IVe siècle av. J.-C., la Crète sort de son isolement. L'île retrouve l'attention de ses voisins à des fins stratégiques, mais devient également l'objet de l'intérêt des grands philosophes de l'époque s'intéressant aux différents modèles de gouvernement des cités-États grecques. Durant la seconde moitié du IVe et au début du IIIe siècle av. J.-C., Sparte sert d'exemple aux théoriciens politiques, c'est donc tout naturellement qu'ils se tournent vers la Crète dont les ressemblances avec Sparte sont frappantes. Des similitudes qui s'expliquent par l'origine commune de leurs ancêtres : les Doriens. Platon, Aristote, Callisthène et Xénophon entre autres écrivent sur la Crète (les œuvres de ces deux derniers ne nous sont pas parvenues). Platon s'attarde sur le système d'éducation et sur les repas en commun. Aristote pense que le mauvais fonctionnement du régime crétois est compensé par sa situation insulaire et qu'à l'inverse de Sparte elle n'a pas à redouter un soulèvement de ses périèques. Mais pour lui, Sparte est supérieure car elle a su améliorer les lois de Minos grâce à Lycurgue.
À l'époque d'Alexandre le Grand, on sait que de nombreux mercenaires crétois servent dans l'armée et que son amiral Néarque est crétois. Mais l'attitude des cités crétoises n'est pas uniforme. Certaines cités supportent la politique macédonienne (Knossos, Gortyne, Kydonia), tandis que d'autres sont aux côtés de Sparte (Lyttos). Sparte essaie d'entretenir un sentiment anti-macédonien sur l'île au travers de ses villes alliées. Ainsi, après le début de l'expédition d'Alexandre en Asie, le roi de Sparte, Agis tente de soulever la Crète. Jusqu'à la conquête de la Phénicie, de nombreuses cités grecques montrent des désirs d'indépendance. Des désirs qui s'estompent après la bataille d'Issos, sauf pour Sparte. Ainsi, en -333, Agis envoie son frère Agésilas en Crète afin d'en prendre le contrôle, contraignant Alexandre à dépêcher sur l'île une armée afin de dissiper la présence spartiate. Alexandre envoie sa flotte commandée par Amphotéros qui libère la Crète.

#### Crète hellénistique

##### Unité et divisions
Après la mort d'Alexandre, les querelles internes sont accentuées par l'attitude des nouveaux États grecs qui cherchent à nouer des relations avec les cités de Crète. L'île se divise alors en Ligues, dont la constitution s'explique par des facteurs géographiques, des considérations ethniques et des affinités politiques. On recense quatre ligues :
- La Ligue de Knossos, la plus importante et la plus étendue, comprenant une vingtaine de cités[N 4] ;
- La Ligue de Gortyne ;
- La Ligue de Phaistos[N 5] ;
- La ligue des montagnes, dont l'étendue géographique correspond à l'extrême Sud-Ouest de l'île.

Bien que la Crète soit divisée en quatre ligues, seules deux cités exercent une domination politique et militaire sur les autres : Knossos et Gortyne. Mais leur rivalité incessante permet à Lyttos et Kydonia de rivaliser parfois avec elles.
On assiste pourtant au IIIe siècle av. J.-C. à un effort d'unification face à la menace extérieure. Prend alors naissance le koinon, ou assemblée des cités crétoises. La création de cette assemblée pourrait dater de -221 lorsque Knossos et Gortyne se rapprochent par un accord leur permettant de contrôler la totalité de l'île. Cette assemblée comprend un conseil et une assemblée populaire, et se réunit principalement à Knossos. Il semble que le koinon soit responsable d'un effort de législation et de régulation des relations entre les cités crétoises afin de maintenir la paix. Il semble qu'il y ait également une sorte de cour de justice fédérale, le koinodikaion, destinée à arbitrer les conflits entre cités. Bien que le koinon montre un effort d'unification, les cités de Crète restent autonomes dans certains domaines. C'est le cas par exemple dans la gestion de leurs relations extérieures.
Si dans le système du koinon, les cités de Crète sont supposées être égales, ce sont surtout Knossos et Gortyne qui jouent un rôle important dans la mise en place et la tenue de l'assemblée. Le koinon devient même une scène pour ces deux cités qui s'y livrent à une lutte d'influence.

##### Interventions étrangères

###### Égypte ptolémaïque

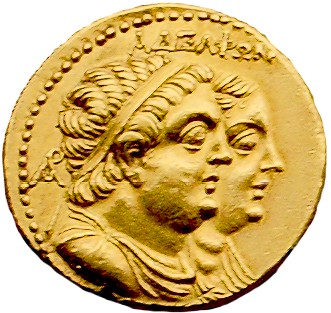
Ptolémée II et Arsinoë.

À partir de -270, de nombreuses cités de la partie orientale de l'île sont sous l'influence de l'Égypte. Le besoin de contrôler les routes maritimes de la Méditerranée orientale pousse Ptolémée II à s'intéresser à la Crète. Une querelle entre les cités d'Itanos et Praisos à propos du contrôle d'un sanctuaire dédié à Zeus est l'occasion d'une intervention de l'Égypte, qui, appelée au secours par Itanos, envoie une armée qu'elle laisse dans l'est de l'île. L'influence égyptienne gagne d'autres parties de l'île qui devient un protectorat des Ptolémées. Certaines cités de l'est de la Crète restent sous protectorat égyptien pendant environ deux siècles, même lorsque l'île est considérée comme protectorat macédonien à partir de -216. Car l'Égypte ptolémaïque n'est pas le seul État hellénistique attiré par la Crète. Lyttos était en bons termes avec le royaume séleucide. Eleutherne et Hiérapytne, d'abord sous influence de l'Égypte, signent ensuite un traité d'amitié avec Antigone, roi de Macédoine (entre -227 et-224).

###### Philippe V de Macédoine et la Guerre crétoise

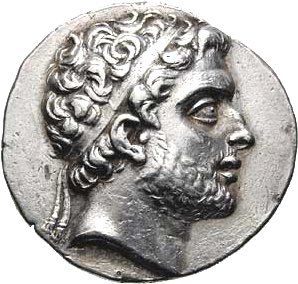
Philippe V de Macédoine.

Vers -220, la Crète est ravagée par la guerre civile. Philippe V de Macédoine, qui est un monarque ambitieux voit en la Crète une base idéale et un allié de choix pour ses projets d'expansion. Il répond à l'appel de quelques cités qui lui demandent d'intervenir dans le conflit. Il entreprend la pacification de l'île dont il sécurise rapidement la partie occidentale. Un protectorat macédonien s'établit sur l'île en -217/-216 et Philippe est reconnu comme "patron de la Crète".
Dans ses ambitions expansionnistes, Philippe se heurte à Rhodes, pourtant son ami et allié, mais dont la flotte contrôle les voies maritimes vers l'est et donc le commerce. Philippe V use de deux méthodes pour déstabiliser Rhodes : la piraterie et la guerre. Il se tourne alors vers la Crète, habituée à la piraterie, afin qu'elle prenne part à cet exercice particulier. En -205, elle est devenue une réelle menace pour Rhodes, et Philippe décide alors d'entrer en affrontement militaire direct. Les cités d'Olous et de Hierapytna font partie des premières à répondre à son appel. Mais la Première Guerre crétoise tourne en faveur de Rhodes, qui s'assure le soutien de Knossos et d'autres cités du centre de la Crète. Hierapytna et Olous ne peuvent lutter sur deux fronts et doivent capituler. La majeure partie de l'est de la Crète passe sous le contrôle de Rhodes qui place des bases navales stratégiques afin d'éviter tout acte de piraterie.

###### Rome
Le contrôle de la partie orientale de la Crète par Rhodes, met fin à la piraterie dans cette région. La partie centrale de l'île retrouve une certaine sécurité également, Knossos entretenant de bons rapports avec Rhodes. En revanche, la partie occidentale de l'île reste un repaire pour la piraterie, d'autant qu'elle est soutenue par Sparte et son roi Nabis qui exerce toujours une certaine influence dans cette région, et les ports de Crète servent de repaires à sa flotte. Jusqu'en -196, Nabis est l'allié des Romains, date à laquelle, estimant qu'ils n'ont plus besoin de son soutien, ils lui demandent de leur céder tous les ports qu'il possède sur l'île. Cet évènement marque le début de l'intérêt des Romains pour la Crète.
La présence de Rome n'empêche pas le renouveau de la piraterie. Mais désormais, Rome intervient dans les conflits en tant que médiateur. Ainsi, la seconde guerre crétoise (-155–153) opposant la Crète à Rhodes à propos de la menace pirate se termine par une médiation de Rome dont l'intervention est demandée par les Rhodiens.

### La Crète romaine

#### La conquête
En -74, Marcus Antonius (le père de Marc-Antoine membre du second triumvirat) est nommé à la tête de la flotte de Méditerranée dans le but de conquérir la Crète. Deux événements sont à l'origine de cette décision : les dégâts que causent la piraterie à la flotte romaine, surtout depuis l'arrêt de l'entretien par Rome d'une flotte permanente, et l'établissement d'une alliance entre la Crète et Mithridate VI, roi du Pont et ennemi de Rome. Peu enclin à se lancer dans une telle opération, ce n'est qu'en -71 que Marcus Antonius décide d'attaquer la Crète. Alors que la victoire semblait pourtant facile, il est vaincu et sa flotte anéantie entre l'emplacement de l'actuelle Héraklion et l'île de Dia. De nombreux navires romains sont coulés, et de nombreux autres capturés ainsi que leurs équipages. La plupart des prisonniers romains sont pendus aux mâts des navires, et les Crétois imposent à Marcus Antonius une paix si humiliante que le Sénat refuse de la ratifier. Marcus Antonius reçoit par dérision le surnom de Creticus.
Par peur de représailles, les Crétois souhaitent néanmoins négocier et envoient à Rome trente éminents représentants de l'île afin de conclure une alliance avec les Romains. Mais le Sénat en a déjà décidé autrement et estime que la Crète doit être conquise. En -68, Rome est débarrassée de Mithridate. Elle ordonne aux Crétois de lui livrer les prisonniers romains, les vainqueurs de Marcus Antonius Creticus ainsi que 300 otages et 400 talents d'argent. Comme ils refusent, le général Quintus Caecilius Metellus Creticus est chargé de les soumettre. Il débarque dans l'ouest de la Crète et livre une longue guerre de siège, avançant d'ouest en est afin de soumettre à l'autorité romaine toutes les poches de résistance, et rasant les villes qui lui résistent.
Les Crétois refusent même de traiter avec Metellus en raison de sa cruauté et préfèrent remettre leur capitulation à Pompée. Mais avec la prise de Hierapytna en -67, l'île est alors entièrement sous contrôle des Romains, et c'est bien Metellus qui termine la pacification de l'île en -63. Cette guerre vaut à Metellus son cognomen « Creticus » (le Crétois).

#### Administration romaine

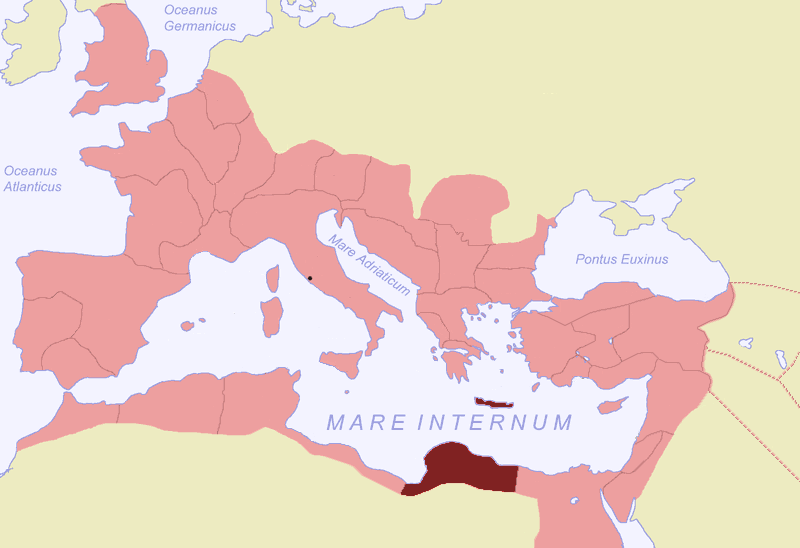
La Cyrénaïque et la Crète dans l'Empire romain, vers 120.

Dans un premier temps, l'île est associée à la Cyrénaïque. Mais la situation évolue à plusieurs reprises dans les décennies qui suivent. César sépare la Crète et la Cyrénaïque. C'est Marc Antoine qui réunit à nouveau les deux régions en -40 avant de céder quelques années plus tard (en -38 ou -34) une partie de l'île à Cléopâtre, en même temps que Cyrène. Finalement, en -27, la Crète et la Cyrénaïque sont à nouveau réunies, avec Gortyne comme capitale, et ce jusqu'à Dioclétien.
Sur les sites archéologiques, il semble qu’il y ait peu de gros dégâts associés au transfert de l’autorité aux Romains : un seul complexe palatial semble avoir été rasé. Il y eut en revanche de nombreuses constructions. Les Romains édifient plusieurs routes et des aqueducs. Gortyne semble avoir un comportement pro-romain ce qui lui vaut d’être récompensée et faite capitale de la province. On y construit un prétoire, un théâtre, un odéon, une nymphée, un forum, etc. La cité devient alors la première place de Crète, qui mesure d'après Strabon 50 stades de diamètre (environ 10 km). Knossos, bien qu'initialement désignée capitale de la province, se trouve donc reléguée au rang de deuxième ville de l'île. Habitée par des soldats romains et transformée en colonie, sous le nom de Colonia Julia Nobilis, elle ne réussit cependant pas à devenir un centre militaire romain. Des cités comme Lyttos ou Hierapytna se développent et, comme Gortyne, se parent de forums ou de temples. Sur la côte sud de l'île, se développent de petits ports servant à abriter les galères sur la route de l'Asie mineure et de l'Égypte.

#### Apparition du christianisme
La légende ecclésiastique prête à saint Paul l'évangélisation de la Crète, ainsi que l'organisation de l'Église dans l'île. En raison d’une tempête, il aurait fait escale une première fois en Crète, sur la côte méridionale, à Kali Limenes (« les beaux ports »). Il serait revenu après sa première captivité et aurait laissé en Crète Tite, son disciple et premier évêque de Gortyne. La tradition veut que Tite soit lui-même crétois. Il aurait divisé l'île en neuf diocèses. Les sources datent du VIe siècle et décrivent l'organisation d'une époque plus tardive. Le christianisme semble se heurter à de vives résistances, surtout de la part de la communauté juive. Le successeur de Tite, Philippe, parvient à détourner les persécutions romaines contre les chrétiens. Cependant, en 250, les persécutions de l'empereur Dèce semblent être particulièrement dures en Crète. Les victimes de celles-ci deviennent les premiers martyrs de l'Église crétoise, appelés les Dix Saints (Agioi Deka). Cyrille, évêque de Gortyne est lui-même exécuté par les Romains. Sauvé des flammes par un premier miracle, on lui tranche finalement la tête. Il faut attendre le VIe siècle pour voir le premier grand monument chrétien, la basilique St-Tite de Gortyne.

#### Antiquité tardive
Dans l'Antiquité tardive, peu de sources concernent la Crète, car comme d'autres provinces occidentales de l'Empire romain d'Orient, elle a peu attiré l'attention des chroniqueurs byzantins, probablement parce qu'elle est en périphérie du monde grec. Et c'est sans doute également cette périphéralité qui explique l'absence d'évêques crétois au premier concile de Nicée en 325, alors que des îles plus petites telles que Kos, Rhodes ou Chios y sont représentées.
Lors de la réorganisation de l'empire romain par Dioclétien en 285, la Crète est séparée de la Cyrénaïque et rattachée au diocèse des Mésies. Plus tard, Constantin la rattache au diocèse de Macédoine,.

## Moyen-Âge

### Première période byzantine
Avec la division de l'Empire romain en 395, la Crète échoit à l'Empire romain d'Orient, dit Empire byzantin. Pendant les VIIe et VIIIe siècles, l'île est gouvernée par un archonte nommé par Constantinople. Dans son Synekdèmos, l'auteur byzantin Hiéroclès estime à vingt-deux le nombre de villes en Crète à cette période : Gortyne, Inatos, Bienna, Hierapetra, Kamara, Alyngos, Chersonessos, Lyttos, Arkadia, Knossos, Soubritos, Oaxios, Eleutherne, Lampai, Aptère, Kydonie, Kissamos, Kantanie, Elyros, Lissos, Phoinike et l'île de Klados (aujourd'hui Gavdos). À partir de ce constat, l'historien Theocharis Detorakis estime la population de l'île durant le haut Moyen Âge à environ 250 000 habitants.
Du point de vue religieux, vers 732, l'empereur romain d'Orient Léon III ramène définitivement la Crète sous le contrôle de l'Église de Constantinople. Ce changement intervient en pleine crise iconoclaste qui touche aussi la Crète, jusqu'alors plutôt en faveur de la vénération des icônes.
Au cours de cette première période byzantine, la Crète est le théâtre de nombreuses incursions et catastrophes naturelles. Le 21 juillet 365, un tremblement de terre suivi d'un tsunami détruit plusieurs villes. En 415, Gortyne est à son tour détruite par un séisme. Après une première incursion des Vandales en 457, les Slaves qui avaient essayé de prendre Thessalonique vers 597 avant de déferler par la Thessalie et la Grèce centrale vers le Péloponnèse et les îles, envahissent la Crète en 623. Ils sont finalement soumis par l'Empire, mais à partir de la seconde moitié du VIIe siècle, c'est la menace arabe qui déstabilise l'île. Des pirates arabes pillent les côtes crétoises en 656, 671, 674, puis de façon répétée au début du VIIIe siècle,, obligeant la population, tant grecque que slave, à se réfugier dans les montagnes.

### Domination arabe

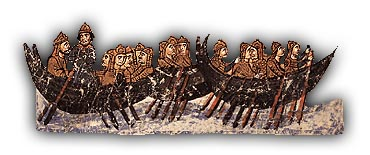
La flotte arabe en route vers la Crète. (Manuscrit Skylitzès).

L'histoire de la conquête arabe de la Crète débute au début du IXe siècle, dans l'Espagne musulmane où, en 813, des musulmans se soulèvent contre l'émir Al-Hakam Ier. Vaincus, ils doivent quitter l'Espagne et trouvent refuge en Égypte, où ils profitent des crises politiques pour s'emparer d'Alexandrie (818-819) avant de devoir en partir,, cette fois vers la Crète, un choix peut-être guidé par les Égyptiens qui ont toujours gardé un œil sur l'île. Au cours de l'année 824, Abou Hafs aurait mené un premier raid de reconnaissance en Crète, accompagné de pillages, avant d'en mener la conquête en 825. Séduits par la beauté et la fertilité du climat, les Arabes décident de s'y fixer. Abou Hafs aurait cru voir en la Crète, la « terre délicieuse où coule le lait et le miel » et que Mahomet promet à ses croyants. Si certaines thèses estiment que les Arabes auraient débarqué dans l'actuelle baie d'Almiros, à l'ouest d'Héraklion, ou dans la baie de Souda, il semble cependant qu'ils aient plutôt débarqué sur les côtes au sud de l'île, en partie parce que les Byzantins sont moins à même de répondre rapidement à une attaque par le sud. Dirigés par Abou Hafs, ils conquièrent l'île en quelques années, hormis la région de Sphakia. Cette conquête est facilitée par une crise politique interne au sein de l'Empire byzantin qui ne peut assurer la défense de l'île.
Les Arabes fondent une capitale nouvelle, sur la côte nord de l'île, qu'ils fortifient et entourent d'un profond fossé. Ce fossé lui donne son nom, Handaka qui signifie retranchement en arabe et qui donne plus tard Kandax, Candie ou Hania, pour désigner à la fois Héraklion et l'île tout entière, qui devient un émirat largement indépendant des autres régions arabes et se transforme en une principauté musulmane héréditaire.
L'oppression économique de la population locale et la piraterie assurent la prospérité de l'émirat. Les Crétois sont soumis à une servitude sévère. Détachée de l'Empire byzantin, la Crète s'efface économiquement et culturellement. La population, soumise à une double-capitation, le kharadj, fuit les plaines qui se dépeuplent tandis que la montagne voit se multiplier villages, hameaux et chapelles d'altitude dans la vallée d'Amari et sur les plateaux d'Omalós et de Lassithi, cachés en amont des vallées. Aucun monument, aucune œuvre littéraire, aucun nom d'une figure intellectuelle de l'époque ne nous sont parvenus. En revanche, les Arabes dynamisent à leur profit, et pour l'exporter, l'agriculture de la Crète en y développant la canne à sucre, le coton et le mûrier.
Pour les orthodoxes, le martyre de Cyril, évêque de Gortyne, au moment de l'invasion, semble être un des faits les plus marquants. Les sources disponibles (grecques et arabes) ne permettent pas de savoir si les Arabes ont été respectueux ou non des lieux de culte chrétiens, comme en Espagne. Les conversions à l'Islam sont peut-être limitées et sûrement non obligatoires, n'étant pas intéressantes financièrement pour les Arabes, mais il semble néanmoins que les musulmans, descendant des conquérants andalous, immigrés de plus fraîche date ou chrétiens convertis, étaient devenus majoritaires dans l'île, notamment pour échapper au du kharadj (impôt sur les non-musulmans) et aux corvées agricoles.
Pendant le siècle et demi d'occupation arabe, l'île redevient une base de la piraterie : tout au long des IXe et Xe siècle, les Sarrasins de Crète mènent des raids vers Lesbos, la péninsule du mont Athos (862), en Chalcidique (866), les côtes adriatiques (872-873), ils pillent Salonique en 904,. L'île constitue pendant un siècle et demi, le point d'appui majeur de la puissance maritime arabe dans le bassin oriental de la Méditerranée. Ainsi, pour les Byzantins, la reconquête de la Crète ne signifie pas seulement la libération des Crétois chrétiens, mais aussi la neutralisation de cette menace arabe pour les flottes de Méditerranée et la reprise du contrôle des voies commerciales dans la région.
Selon Théodose le Diacre, les chrétiens « habitants des monts et des grottes » emmenés par leur chef Karamountès, se rebellèrent et descendirent des montagnes lorsque Nicéphore Phocas mit le siège devant Chandax.

### Seconde période byzantine

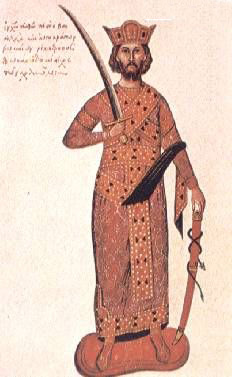
Nicéphore Phocas.

Reconquérir la Crète n'est pas une tâche aisée pour l'Empire byzantin : son éloignement géographique et les attaques qu'il subit sur toutes ses frontières sont autant d'obstacles au lancement d'une offensive vers la Crète. Dès 826, Michel II nomme Photeinos, déjà thémarque des Anatoliques, « stratège de Crète ». Il débarque dans l'île, mais les Crétois chrétiens, numériquement diminués et épuisés par les corvées auxquelles ils étaient soumis, ne se soulèvent pas à son appel. L'armée de secours, menée par Krateros, est écrasée par les Sarrasins, malgré quelques succès dans les premiers temps. Krateros est semble-t-il capturé en mer, dans les parages de l'île de Kos, et empalé.
Entre 826 et 949, trois autres tentatives échouent. En 844, la flotte et l'armée commandées par le logothète Théoctiste, sont, malgré des débuts prometteurs, battues dans le Bosphore par les Arabes. En 948, Byzance vient de repousser la menace des Hongrois et des Russes sur le Danube, et peut à nouveau se concentrer sur la Crète. Ainsi, Constantin VII lance contre la Crète une offensive de grande ampleur, mais cette fois encore sans résultat. La reconquête de la Crète a lieu en 961 lorsque Nicéphore Phocas prend le commandement de l'expédition militaire. Il fait lever des soldats dans tous les thèmes d'Asie et d'Europe, auxquels il ajoute les corps d'élite de la garde, 2 000 dromons munis du feu grégeois et plusieurs centaines de vaisseaux de transport. Il rassemble ensuite ses troupes à Phygela, en Asie mineure, pendant l'été 960. Nicéphore Phocas débarque dans le nord de l'île en juillet de la même année et marche sur Chandax qu'il assiège de la seconde moitié de 960 à mars 961. Ce siège est dur et prolongé mais la ville finit par être prise le 7 mars 961. Les musulmans sont massacrés et le reste de l'île tombe rapidement. Les richesses accumulées par les pirates durant plus d'un siècle reviennent aux Byzantins qui ramènent de Crète un immense butin : les sources mentionnent que 300 navires sont nécessaires à son transport. Nicéphore en envoie une partie à son confesseur, Saint Athanase, afin qu'il fonde le monastère dans lequel le général byzantin souhaite finir sa vie. La fondation du premier monastère du Mont Athos est ainsi liée à la reconquête de la Crète par les Byzantins.
Il semble que la période d'occupation arabe ait été une période de misère, et d'une baisse de la natalité pour la population crétoise chrétienne, réduite en quasi-esclavage. Pour renverser cette situation, Phocas réduit les Sarrasins survivants en esclavage, fait fermer les mosquées et envoie des popes sur l'île, en particulier Nikon le Métanoéite qui y promeut activement le christianisme. Il fait installer de nouvelles colonies de Grecs, d'Arméniens et de Slaves afin de repeupler la Crète. Les villes sont pourvues de fortifications.
Pour remplacer l'aristocratie arabe vaincue, l'empereur byzantin Alexis Ier Comnène envoie en 1082 des colons guerriers et marins, choisis parmi les familles aristocratiques les plus méritantes de l'Empire, afin d'encadrer le relèvement démographique de la population autochtone. Il leur octroie de grands domaines et des privilèges. Elles sont les fondatrices de la nouvelle aristocratie crétoise qui sera en tête des révoltes dans l'île au cours des périodes suivantes. D'autres domaines et privilèges sont accordés à des monastères, où l'empereur envoie des moines venus d'Anatolie et de Grèce.

### Domination vénitienne
La quatrième croisade, lancée initialement sur l'Égypte par le Pape Innocent III en 1198, amène finalement les Croisés jusqu'à Constantinople et l'Empire byzantin se trouve partagé et économiquement détruit. Le comte de Flandre est élu Empereur par les Croisés. Boniface de Montferrat, proclamé roi de Salonique et de Macédoine, se voit aussi accorder la Crète. Gênes et Venise, attirées par l'importance commerciale des îles de l'Égée, lui font chacune des offres pour lui acheter l'île. Les Vénitiens l'emportent en 1204 en échange de 1 000 marcs d'argent et des terres dont ils s'étaient emparés en Macédoine. Ils placent à la tête de l'île Jacques Tiepolo avec le titre de duc de Candie. Cependant, Venise est à cette époque principalement occupée à consolider ses positions dans le Péloponnèse. Elle n'est pas encore prête à prendre possession de l'île. Les Génois en profitent pour s'emparer d'une grande partie de la Crète centrale sans réelle résistance de la part des Crétois, qui préfèrent composer avec ces nouveaux maîtres, réputés plus favorables aux Grecs que les Vénitiens ou les Croisés.
Après une tentative infructueuse en 1206, les Vénitiens reprennent l'île en 1208-1209, alors que Gênes se trouve incapable de soutenir ses troupes en Crète. En 1212, Tiepolo parvient à un accord avec les Génois qui évacuent l'île à l'exception de quelques enclaves qu'ils gardent jusqu'en 1217. Si, en 1294, les Génois se rendent temporairement maîtres de La Canée, c'est pourtant bien une domination vénitienne qui s'installe en Crète pour quatre siècles.

#### Institutions vénitiennes

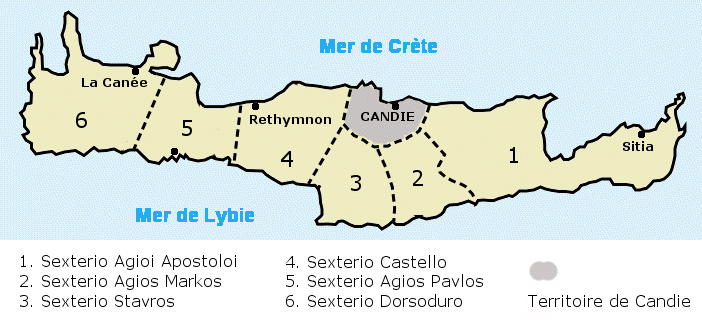
Six provinces (sexteria) vénitiennes de Crète au XIIIe siècle.

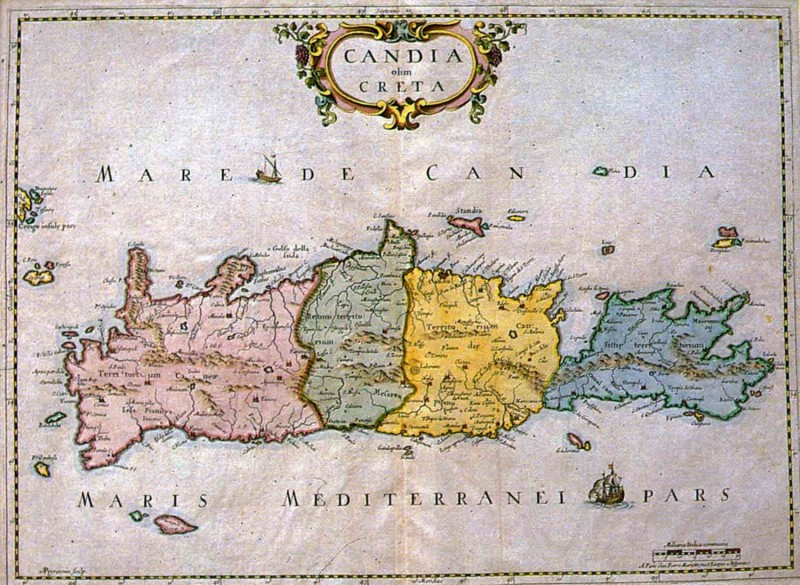
Carte vénitienne de Crète représentant les 4 parties de l'île à partir du XIVe siècle.

La Crète relève directement de Venise. Elle constitue une région administrative spécifique appelée royaume de Candie (Regno di Candia). Les îles de Tinos (Tine) et Cythère (Cerigo) dépendent aussi du royaume. L'île est initialement divisée en six territoires (ou sexteria) dont les noms correspondent aux six Sestieri (quartiers historiques) de la ville de Venise :
1. Sexterio d'Agioi Apostoloi, correspondant à l'actuel nome de Lassithi
2. Sexterio Agios Markos
3. Sexterio Stavros
4. Sexterio de Castello
5. Sexterio Agios Pavlos
6. Sexterio de Dorsoduro

La ville de Candie devenait une propriété de la commune de Venise
La division administrative de l'île passe à quatre territoires au début du XIVe siècle : La Canée, Réthymnon, Sitía, Candie. Ces territoires se subdivisent à leur tour en châtellenies (Castelli) et en villages (Casali). Seule la région de Sfakia n'est pas entièrement soumise. Chandax reste la capitale de l'île mais prend le nom de Candie.
Les Vénitiens subordonnent l'aristocratie crétoise à leur politique, mais ne la détruisent pas. Les magistrats sont divisés en deux classes : les magistrats majeurs, nommés directement par Venise et issus de la noblesse vénitienne, et les magistrats mineurs dont le recrutement est crétois. Le magistrat suprême est le duc de Candie, nommé directement par le Grand Conseil de Venise pour une période de deux ans. Siégeant à Candie, il est assisté de deux conseillers, également désigné pour deux ans. L'organisation de l'armée et la défense de l'île sont de la responsabilité du Capitano di Candia, et dont les pouvoirs sont également limités à deux ans. Les Camerlenghi ont la responsabilité des finances. Le châtelain de Candie, chargé de la garde de la ville, fait également partie des magistrats majeurs. Un recteur, tiré au sort parmi les quatre conseillers de Candie est nommé en 1252 à La Canée, après la fondation de la ville. Une organisation similaire est instaurée à Rethymnon en 1273 puis à Sitía en 1314.
Les magistrats mineurs, choisis sur place parmi la noblesse vénitienne mais aussi crétoise, exercent les fonctions de juges, statuant sur les conflits entre Latins et Grecs, ou de notaires, spécialisés dans les dépositions et les enquêtes.

#### Économie et société

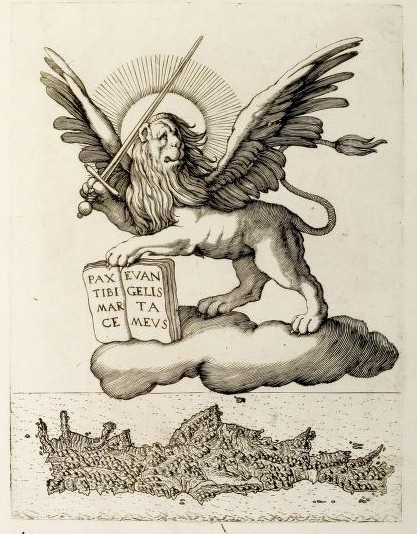
Le lion ailé de Saint Marc, symbole de la république de Venise surplombant la Crète.

L'intérêt de Venise pour la Crète est principalement stratégique et commercial. C'est pourquoi, dans un premier temps, elle ne s'installe que dans les grandes villes. Mais Venise finit par occuper toute l'île, confisque les terres des aristocrates et des monastères crétois, qu'elle distribue à des colons italiens dont elle favorise l'installation en échange d'obligations militaires. Ainsi, les propriétaires nobles doivent, en temps de guerre, fournir un cavalier, deux écuyers, armes et chevaux compris. Les propriétaires plus modestes doivent fournir dix soldats à pied.
Chaque colon reçoit avec ses terres vingt-cinq serfs, descendant soit des Sarrasins asservis par Nicéphore Phocas, soit de la paysannerie grecque. Peu à peu au cours de la période, se développe une nouvelle noblesse crétoise catholique. Les premiers nobles crétois "latins" descendent des familles bourgeoises arrivées de Venise lors des premières vagues de colonisation au XIIIe siècle. Avec le temps, des titres de noblesse sont accordés à des Crétois devenus catholiques ou à des colons italiens en échange de services rendus à Venise. Cette classe prend de telles proportions que les titres de noblesse en Crète finissent par perdre de leur prestige.
Comme à l'époque arabe, les cultures développées par les Vénitiens sont davantage d'ordre spéculatif que vivrières. Ainsi, la culture de la vigne connaît une forte croissance, et le vin de Rethymnon, bouilli pour des raisons de conservation, s'exporte jusqu'en Pologne, en Allemagne ou à Constantinople. Vers 1428, la culture de la canne à sucre se développe à nouveau avant d'être remplacée par celle du coton. En revanche, la culture des céréales diminue dans de fortes proportions, d'une part, pour laisser la place à ces cultures plus intéressantes économiquement, mais aussi parce que Venise interdit parfois la culture de blé dans les régions les plus fertiles afin d'éviter à la fois de trop grands rassemblements de serfs grecs aux mêmes endroits, et leur ravitaillement en cas de révolte. La Crète devient donc dépendante de l'arrivée des cargaisons de blé en provenance de la mer Noire ou d'Égypte.
La culture de l'olivier ne semble pas être pratiquée de manière intensive dans les premiers siècles de l'occupation vénitienne. Le voyageur Cristoforo Buondelmonti qui visita la Crète vers 1415-1417 dit ne pas avoir traversé un seul champ d'oliviers. Cependant, au siècle suivant, la production d'huile d'olive s'intensifie : 240 000 pour la province de La Canée, et un rapport de 1629 indique une production de 500 000 mistata (soit environ 3 700 000 litres).
Durant les quatre siècles de présence Vénitienne, si au début l'influence "latine" domine, ensuite on remarque une hellénisation progressive des colons vénitiens. Pendant les premiers siècles d'occupation, le catholicisme romain constitue la ligne de division entre les deux populations. À partir du début du XVIe siècle, l'influence grecque se fait plus présente. Les mariages entre Crétois et Vénitiens deviennent plus fréquents, et beaucoup de Vénitiens adoptent l'orthodoxie et la langue grecque qui est utilisée même dans les cercles officiels,.

#### Révoltes crétoises
La répartition inégale des terres et la lourde imposition (un tiers de la production agricole est prélevé), trop lourde même pour les colons italiens, expliquent les soulèvements du XIIIe siècle et XIVe siècle. Pierre Daru en compte quatorze entre 1207 et 1365. En 1361, la levée d'un impôt en vue de la réparation du port de Candie provoque une émeute, qui amène la destitution du duc et son remplacement par Marco Gradenigo, ainsi que la proclamation de l'indépendance de l'île. Les insurgés se convertissent à l'orthodoxie et transforment l'église Saint-Marc de Candie en Saint-Tite. Candie est reprise en 1364 par Venise. S'ensuit une répression terrible et beaucoup de colons s'enfuient dans les montagnes.
| Date      | Révolte |
| --------- | --- |
| 1207      | Révolte soutenue par le comte de Malte et indirectement par la république de Gênes, jalouse de l'acquisition de l'île par Venise. |
| 1211      | Révolte menée par la famille des Aghiostephanites, sans doute à la suite de l'arrivée des premiers colons vénitiens. Les Aghiostephanites contrôlent tout l'est de la Crète. La révolte est matée avec l'aide de Marco Sanudo, duc de Naxos. |
| 1217      | Révolte menée par les familles Skordiledes et Melissenoi. |
| 1222      | Révolte menée par la famille Melissenos à la suite de l'arrivée de nouveaux colons vénitiens. |
| 1228      | Révolte menée par les familles Skordiledes et Melissenoi, soutenue par l'empereur de Nicée. Le duc de Candie fait appel au duc de Naxos. |
| 1262-1266 | Révolte à l'instigation de Michel VIII Paléologue désirant s'emparer de la Crète. |
| 1272-1278 | Révolte menée par Giorgos et Theodoros Hortatzis depuis le plateau du Lassithi. C'est la première grande révolte à caractère purement national et visant à la libération de l'île. |
| 1282-1299 | Révolte menée par Alexios Kallergis. En 1296, Gênes en profite pour s'emparer de l'ouest de la Crète. |
| 1319      | Révolte dans la région Sphakia et des gorges de Samaria |
| 1333-1334 | Révolte menée par Varda Kallergis et la famille des Margarites, à la suite de l'annonce de la levée d'un nouvel impôt destiné à réparer les galères vénitiennes. |
| 1341      | Révolte menée par Léon Kallergis dans les régions d'Apokoronas, de Sphakia et de la Messará. |
| 1363-1366 | Révolte de Saint-Tite. Les lourdes taxes touchent les seigneurs vénitiens en Crète, chez qui germe l'idée d'une séparation avec Venise. L'annonce de la levée d'un nouvel impôt afin de réparer le port de Candie est l'élément déclencheur de l'insurrection. Les insurgés proclament l'indépendance de la république de Crète et obtiennent un large soutien de la population. |
| 1364-1367 | Révolte des frères Kallergis. Parallèlement à la révolte de St Tite, a lieu une révolte à caractère plus national. Elle est réprimée dans le sang et tous les chefs sont exécutés par Venise. |
| 1453-1454 | Complot de Sephes Vlastos. Après la chute de Constantinople, certains veulent recréer un Empire byzantin dont le centre serait la Crète. Dénoncés, le complot ne peut réussir et ses dirigeants sont torturés et exécutés. La conséquence de l'échec de ce complot est la persécution de l'Église orthodoxe, jugée responsable par Venise.                                       |
| 1527      | Révolte menée par George Contanoleos. Insurrection des paysans en réponse à une forte taxation. |

#### Renaissance crétoise

Peinture du Greco.

La vie intellectuelle et artistique de l'époque tranche avec la crise économique et sociale. L'éducation, par exemple connaît un essor au cours de la période vénitienne. Au cours du premier siècle d'occupation, il n'y a aucune preuve permettant d'affirmer l'existence d'écoles en Crète. Au XIVe siècle, l'enseignement se développe fortement au travers des écoles monacales qui organisent des bibliothèques. Souvent, les enfants des riches familles étudient en Italie, à Venise ou Padoue, et rapportent en Crète l'esprit de la Renaissance italienne. Certains poursuivent des carrières politiques ou religieuses de premier plan en Europe. Ainsi, Petros Phylagris, est le premier enseignant grec de l'université de Paris (1378-1381), avant de devenir cardinal (1405-1409) puis Pape sous le nom d'Alexandre V. À Milan, Démétrios Damilas publie en 1476 la Grammaire de Constantin Lascaris, première œuvre grecque publiée en Europe.
Parallèlement, de nombreux artistes byzantins, fuyant l'avancée des Ottomans s'implantent en Crète et apportent la tradition de Constantinople. La société crétoise est alors porteuse d'une culture florissante dans les dernières années de l'occupation vénitienne que l'on appelle Renaissance crétoise, marquée par la renaissance de la tradition byzantine, elle-même influencée de la Renaissance italienne. L'influence italienne est sensible dans la littérature et l'habitude est prise de noter les textes crétois au moyen de l'alphabet latin. Néanmoins une littérature florissante en langue crétoise voit le jour sur l'île, dont l'exemple le plus connu est l’Erotókritos de Vicenzos Kornaros. Une autre figure majeure de la littérature de cette époque est Georgios Hortatzis, auteur d'Erophile. Le peintre Domenikos Theotokopoulos, plus connu sous le nom d'El Greco, est né en Crète pendant cette période et est formé à l'art des iconographies byzantines avant de rejoindre l'Italie, et par la suite l'Espagne.

## Crète ottomane

### La conquête de l'île

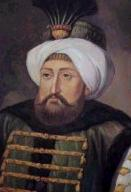
Portrait du sultan Mehmed IV. C'est sous son règne qu'a lieu la majeure partie de la conquête de la Crète.

La pression turque se précise au XVIe siècle. Les îles de l'Égée sont conquises au cours de la seconde moitié du XVe siècle, à l'exception de Rhodes, de la Crète, de Chypre et de quelques petites îles. De toutes les limites géographiques imposées aux Ottomans, ce sont les frontières vénitiennes qui les irritent le plus. Rhodes tombe en 1522. En 1523 débute la construction de la forteresse d'Héraklion qui prendra 17 ans. En 1537, Venise perd ses possessions de Morée, Nauplie et Malvoisie. Chios tombe en 1556, en 1570, les Turcs débarquent à Chypre que le Pape Pie V tente de sauver. Une escadre est équipée et part de Crète, mais arrive après la chute de Nicosie. La reddition de Chypre suscite une vive émotion en Crète où l'on s'attend à l'arrivée imminente des Turcs.
À cette époque, Venise n'est plus capable que de maintenir une force de 4 000 hommes pour toute l'île. Elle n'est même plus capable d'assurer le versement des soldes, et les soldats doivent assurer des travaux d'appoint pour subvenir à leurs besoins. Les fortifications crétoises ne sont pas en meilleur état, malgré des efforts de reconstruction. La Sérénissime peut compter sur une milice civile de 14 000 Crétois. La politique vénitienne envers les Crétois se radoucit face à la menace ottomane, et les relations entre occupants et occupés s'améliorent, mais Venise est toujours réticente à laisser les Crétois s'armer pour défendre eux-mêmes leur île.
Comme à plusieurs reprises depuis l'Antiquité, c'est un renouveau de la menace pirate qui sert de prétexte à l'invasion de la Crète. En 1644, un vaisseau turc portant un personnage important du palais est attaqué par les Chevaliers de Malte et le butin vendu à La Canée. Le Sultan tient les Vénitiens pour responsables, en particulier parce que la ville de Candie abrite les Chevaliers maltais. Au début de l'été 1645 350 navires quittent Constantinople pour la Crète ; c'est le début de la guerre de Candie. Les Ottomans débarquent dans la partie occidentale de l'île, près de La Canée, le 23 juin 1645. Ils prennent La Canée après 57 jours de siège et un bombardement nuit et jour de la ville. Après une seconde campagne en 1646, ils prennent Rethymnon. Tombent tour à tour Sfakia, Sitía et les autres villes de l'île. Au printemps 1648, les Vénitiens ne possèdent plus que trois sites hors de Candie : Gramvoussa, Spinalonga et Souda.

### Siège de Candie

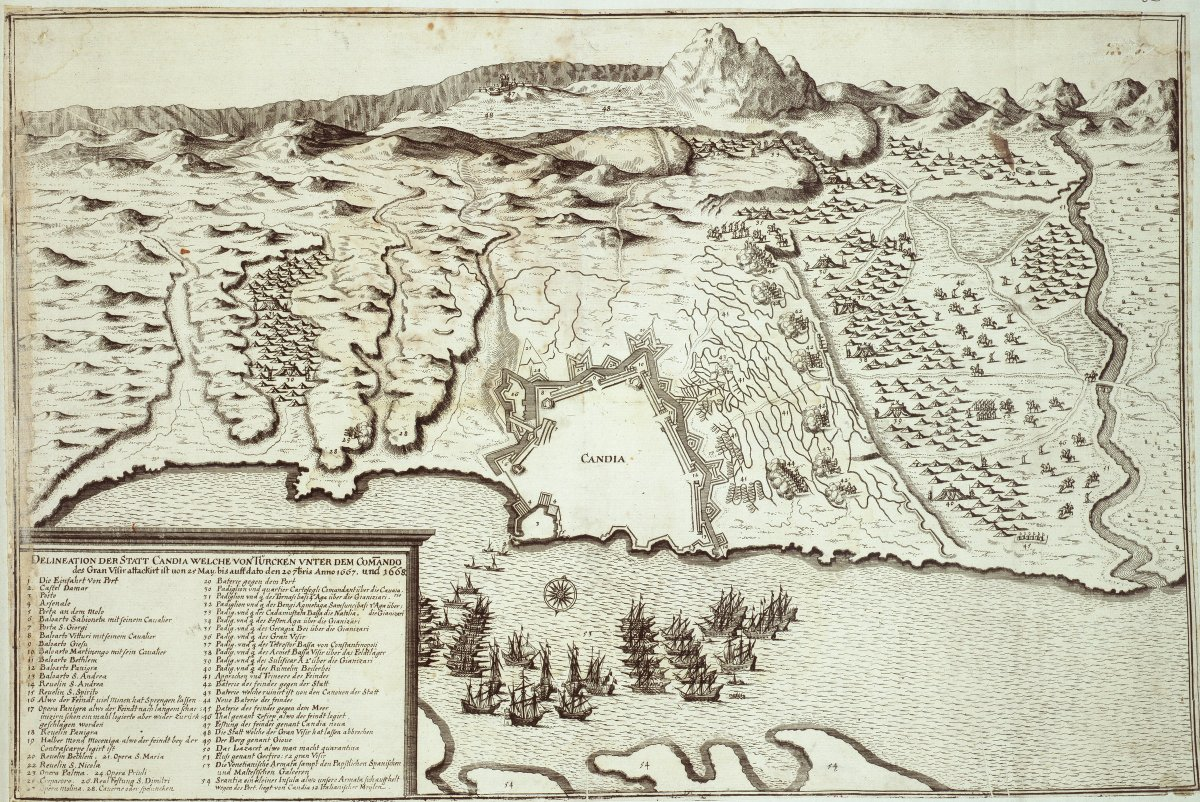
Carte représentant Candie assiégée en 1667.

En mai 1648, débute le siège de Candie. Emmenés par Deli Hussein, les Turcs installent leur camp 7 km à l'ouest de Candie. Les premiers assauts ont lieu le 2 juillet 1648 et sont repoussés par les Vénitiens. Les Turcs détruisent l'aqueduc alimentant la ville en eau et encerclent totalement la ville, coupant la route vers l'intérieur des terres. Seule la voie maritime reste ouverte aux Vénitiens assiégés.
Jusqu'en 1666, le siège de Candie semble au point mort. En guerre dans les Balkans, l'Empire ottoman n'est pas en mesure d'apporter davantage d'aide aux assiégeants à Candie. Dans le même temps, l'affaire commence à prendre une dimension européenne. Venise insiste auprès des grandes puissances européennes pour qu'elles interviennent dans le conflit. En août 1664, la Paix de Vasvár soulage la Porte du front des Balkans. Elle peut désormais venir en aide aux troupes de Crète. Le vainqueur des Allemands et des Autrichiens à Neuhaüsel, le Grand vizir Fazil Ahmet Köprülü prend la tête des opérations le 3 novembre 1666. Au printemps 1667, 64 galères transportant 40 000 Turcs du Péloponnèse débarquent en Crète,. La ville est alors bombardée quotidiennement.
La désertion était largement encouragée par les Turcs. Köprülü aurait dépensé 700 000 pièces d'or à cette tâche. En novembre 1667, le colonel Andreas Barotsis déserte et passe du côté turc, leur indiquant les points faibles des fortifications. C'est probablement l'événement décisif du siège.
De plus, malgré le flux régulier de renforts, la mésentente entre les commandants occidentaux empêche une réelle amélioration de la situation. Le départ des troupes françaises (16 au 20 août 1669) précipite la tenue de négociations entre le provéditeur et futur doge Francesco Morosini et les Turcs en vue de la reddition de la ville. Elles débutent à la fin du mois d'août et durent une vingtaine de jours, jusqu'au 16 septembre 1669. Les hostilités cessent alors immédiatement, et les Vénitiens ont douze jours pour évacuer la ville. Le traité autorise également la population chrétienne à quitter la ville avec tout ce qu'elle peut emmener. Ainsi, au 27 septembre la ville est presque vidée de sa population. Une partie de la population s'est réfugiée sur l'îlot de Dia, à quelques encablures de Candie, avant de s'embarquer vers d'autres îles de la mer Ionienne ou de l'Égée.
Le coût humain du siège est important. Les sources turques font état, sur la totalité des 20 ans de siège, de 137 116 Turcs tués dont 25 000 janissaires et 15 pachas. Désormais, la présence vénitienne en Crète se limite à trois ports : Gramvoussa (tombé en 1691), Souda et Spinalonga (conquise par les Ottomans en 1715).

### Organisation et administration

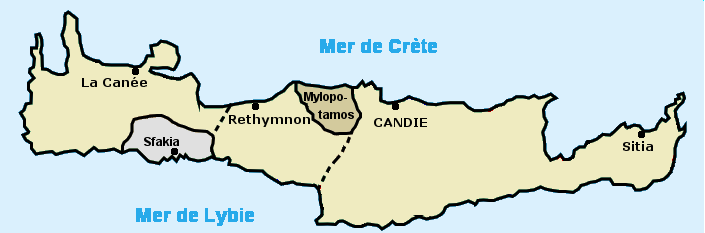
Division administrative de l'Eyalet de Crète. La région de Mylopotamos appartient successivement au pacha de Rethymnon ou au pacha de Candie. La région de Sfakia est directement sous la dépendance des cités de La Mecque et de Médine à partir de 1658.

Pour la première fois depuis plus d'un siècle, l'Empire ottoman se trouve devant la lourde tâche d'organiser une nouvelle province tout entière. Aux yeux des Ottomans, la Crète a suffisamment d'importance pour être désignée comme un eyalet, c'est-à-dire une région à part entière, la seule île de l'Empire à jouir d'un tel statut.
Initialement, les Turcs maintiennent le système vénitien de division administrative de l'île. Les quatre territoria vénitiens deviennent des pashalikis (ou sandjaks) : ceux de Sitía, Candie, Rethymnon, et La Canée. Chaque sandjak est dirigé par un pacha, et est divisé en districts (Kandiliks) et en villages. Le centre administratif est basé à Candie, renommée Kandiye. D'ailleurs le pacha de Candie dispose d'une prédominance sur les deux autres. Le kandilik de Mylopotamos appartient tour à tour au sandjak de Candie ou de Rethymnon.
Très vite, l'Eyalet ne compte plus que trois régions, lorsque celles de Sitía et de Candie sont réunies. L'Eyalet de Crète garde cette forme jusqu'en 1867 et la séparation des 4 districts les plus à l'est de la Crète, pour en faire une nouvelle région.
Longtemps, la région montagneuse de Sfakiá fut considérée comme jouissant d'une relative indépendance à cause de son manque d'accessibilité. Cependant, de récentes recherches tendent à prouver que la région est offerte comme fief à un certain Gazi Hussein qui l'offre à son tour aux villes saintes de La Mecque et de Médine en 1658.
L'Empire ottoman avait jusqu'alors pour habitude de faire administrer un territoire nouvellement conquis par l'armée. La présence militaire ottomane se traduit par la très forte présence de janissaires, dont beaucoup sont issus de la population crétoise islamisée formant les Turco-crétois. À Candie, on compte cinq bataillons comprenant chacun 5 000 Janissaires impériaux et 28 casernes de janissaires turco-crétois. On trouve autant de Janissaires à La Canée afin d'assurer le contrôle de la partie ouest de l'île.

### Économie et société
Une des premières conséquences de la conquête ottomane est la baisse de population. En effet, celle-ci baisse d'abord lors de la longue lutte pour la possession de l'île, puis dans un second temps, les villes sont pratiquement vidées de leur population. La vie urbaine devient très limitée et le commerce s'en trouve moribond, au moins dans les cinquante premières années de la présence ottomane. Les chiffres ottomans de 1671 concernant les nomes actuels d'Héraklion et de Lassithi donnent 16 516 foyers, soit environ 65 000 habitants pour la partie est de l'île. Bernard Randolph, qui visite la Crète en 1687 estime la population à environ 80 000, dont 50 000 chrétiens et 30 000 Musulmans. Ces chiffres, à défaut d'être précis ont le mérite de montrer la faible population de la Crète. La population augmente de façon significative au début du XVIIIe siècle avec 53 753 foyers recensés, soit 200 000 personnes environ, et atteint 350 000 personnes à la fin du XVIIIe siècle.
Les chrétiens sont ramenés à la condition de raïas. Exclus du service militaire, ils sont, par conséquent, astreints au paiement du kharadj. La justice est entre les mains des musulmans et la jurisprudence est souvent défavorable aux chrétiens. Le poids des taxes et la rigueur des occupants conduisent des chrétiens à se convertir à l'islam. Les terres privées sont concédées aux conquérants qui ont alors le titre d'aghas. Ces terres peuvent être vendues et passent de père en fils. La conversion à l'islam permet aux nouveaux musulmans de conserver leurs terres, leurs richesses et leurs privilèges. Ils doivent réciter leur confession devant le Kadi et adopter un nom musulman.
La conversion peut se faire au travers de mariages mixtes. Les Turcs arrivent en Crète sans femme. Ils se marient et fondent une famille en Crète, même si les mariages mixtes sont en principe interdits. On sait également que de nombreux Turcs laissent leurs femmes pratiquer librement leur religion d'origine.
Certains Crétois adoptent la religion musulmane en pratiquant secrètement la religion orthodoxe : on les appelle Crypto-chrétiens, un phénomène que l'on retrouve dans d'autres régions de l'empire ottoman.
La conquête ottomane marque également un déclin intellectuel de l'île, de nombreux intellectuels et artistes crétois fuyant la région pour se réfugier en Italie et dans le reste de l'Europe.
La culture principale de l'époque est celle du blé. L'île approvisionne même l'Eubée, Chios ou Rhodes. Pendant la famine qui touche le nord de l'Europe en 1678, la France s'approvisionne en Crète. Le vignoble est en recul, en raison de l'interdit religieux. Au XVIIIe siècle, le développement de l'industrie du savon fait se tourner les habitants vers la production d'huile d'olive : cette huile s'exporte à Constantinople et surtout Marseille dont le savon se fait à base d'huile.

### Révoltes crétoises

#### La Crète et la Révolution grecque de 1821
Alors que la guerre d'indépendance se prépare sur le continent, il apparaît que les membres de la Filikí Etería n'ont jamais vraiment planifié ou été capables d'organiser une réelle activité révolutionnaire dans cette région du monde grec, à la fois éloignée du reste de la Grèce et ne présentant pas de conditions favorables à un soulèvement. Il faut attendre les derniers mois avant l'insurrection et le soutien à la cause indépendantiste par de personnages importants sur l'île pour que l'Hétairie devienne active en Crète.
Les premiers signes de soulèvement touchent la Crète peu après le début de l'insurrection dans le Péloponnèse, mais ils sont assez faibles : la nombreuse population ottomane, installée dans les plus riches plaines comme la Messará, intimide les Crétois qui redoutent d'autant plus les représailles, qu'ils disposent de peu d'armes (1 200 fusils pour toute l'île dont 800 dans le village de Sphakia). Le 14 juin 1821 est la date officielle du début de la révolution en Crète, une date qui correspond à la victoire des Crétois sur les Turcs près de La Canée, et la première réunion de l'Assemblée des Crétois. Les Grecs remportent quelques batailles au cours de l'été 1821, mais les querelles entre chefs de guerre empêchent une insurrection efficace.

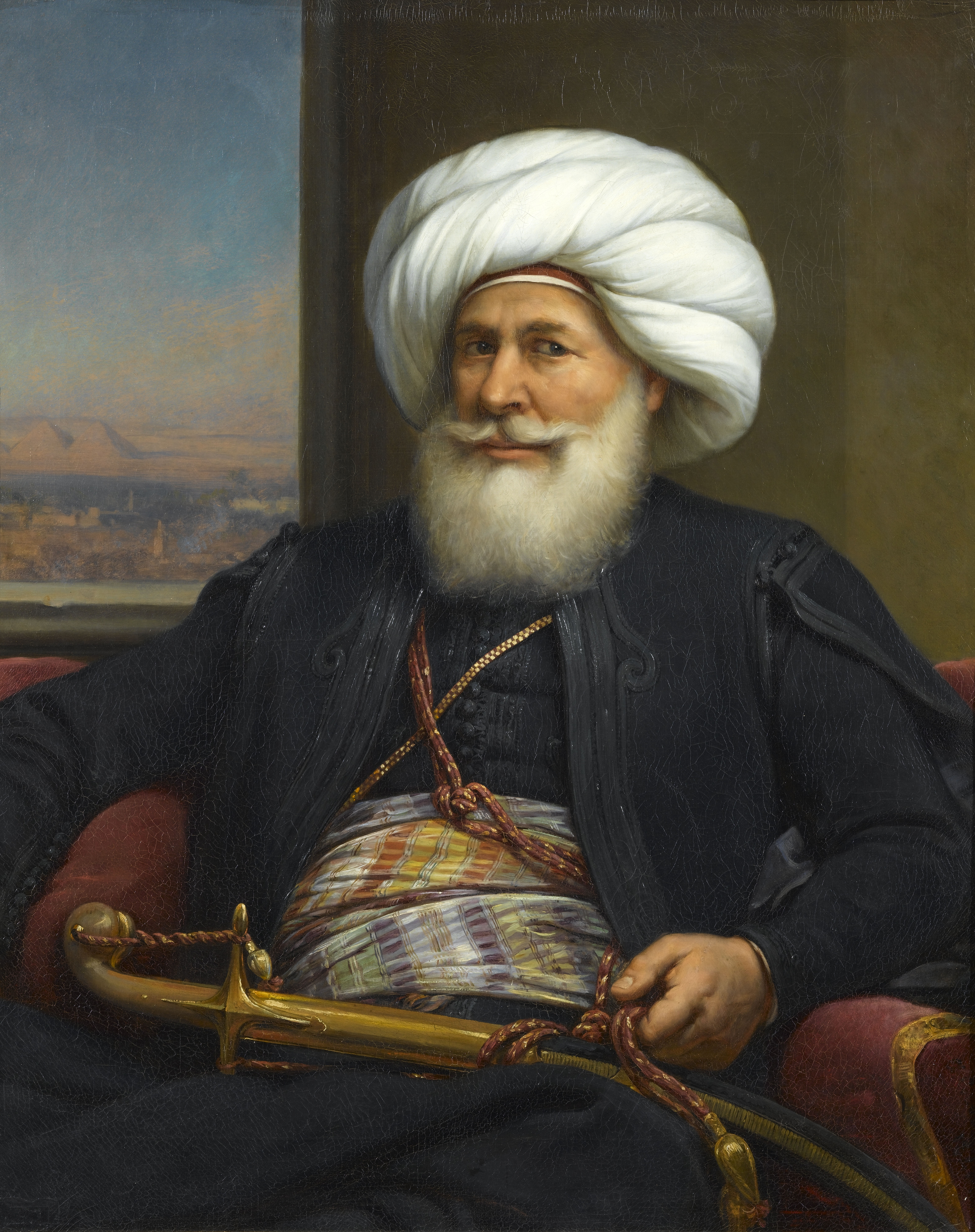
Méhémet Ali, vice-roi d'Égypte.

Du 11 au 21 mai 1822, une assemblée crétoise réunie à Armeni vote une charte constitutionnelle et proclame l'union de la Crète à la Grèce.
Les Turcs étant déjà aux prises avec les Grecs dans le Péloponnèse et dans le reste de la Grèce, n'arrivent pas à endiguer les révoltes dans l'île et le sultan Mahmoud II doit faire appel au pacha d'Égypte, Méhémet Ali. Pensant pouvoir mettre ainsi la main sur un nouveau territoire, Méhémet Ali accepte d'intervenir et le 28 mai 1822, trente navires de guerre et quatre-vingt-quatre transports de troupes, commandés par son beau-fils Hassan Pacha, arrivent en baie de Souda, mais n'obtiennent pas de grands résultats. En juin 1823, Emmanuel Tombazis débarque à l'ouest de l'île à la tête d'une expédition de renfort envoyée depuis le continent et remporte quelques succès.
En raison de l'importance de l'île et de son éloignement du continent, les insurgés créent un pouvoir distinct du gouvernement grec, fondé sur les principes fondateurs de l'Assemblée nationale d'Épidaure (22 juin 1823). Ce gouvernement est composé de trois ministères : celui de la guerre, de l'économie et des affaires internes. De plus, une commission de seize membres est chargée de rendre la justice.
Les insurgés sont cependant déchirés par des luttes intestines et manquent de coordination. De leur côté les Égyptiens reçoivent des renforts en juin et en septembre 1823, ce qui permet en octobre à Mustapha Naili Pacha de lancer une offensive depuis Héraklion et de remporter une victoire décisive à Amouryélès, puis de reconquérir le centre de l'île avant de prendre ses quartiers d'hiver. En février, les opérations reprennent et les Égyptiens, forts de 12 000 à 20 000 hommes, reprennent l'ouest de l'île. Le nouveau commandant en chef égyptien, Hussein Bey, déclare en avril une amnistie générale. De nombreux chefs de guerre se rendent, alors que la flotte grecque évacue 10 000 personnes depuis le village de Loutró avant l'arrivée de la flotte égyptienne en avril, bloquant les communications avec la Grèce continentale. Le nombre de Crétois à quitter la Crète au cours des premiers mois de 1824 est évalué à 60 000. À partir du printemps 1824, la révolution en Crète semble terminée, même si en 1825, des Crétois ayant rejoint la lutte dans le Péloponnèse essaient de raviver la lutte sur l'île.
En 1828, le Traité de Londres a un impact sur le cours des événements. Les chefs révoltés croient savoir que les régions de langue grecque en lutte contre l'Empire ottoman feraient partie du nouvel État grec. Le but des insurgés est donc de maintenir la Crète dans un état de révolte permanent qui garantirait son indépendance. Mais le traité d'Andrinople de 1829, laisse la Crète en dehors du nouvel État grec et dans le giron de l'Empire ottoman. La Grande-Bretagne s'est montrée très opposée à l'indépendance de la Crète et a beaucoup œuvré pour ce maintien, et ce malgré les protestations de l'Assemblée crétoise. En effet, la Grande-Bretagne veut éviter qu'une Crète grecque redevienne un repaire de pirates et surtout que la Russie ne puisse augmenter son influence en Méditerranée orientale, à une période où la diplomatie russe triomphe dans les Balkans et que la libération de la Grèce semble liée à la victoire des armées russes.

#### Domination égyptienne
Le protocole de Londres accorde la Crète à Méhémet Ali ainsi que Chypre et la Syrie pour services rendus au Sultan pendant la révolution grecque. Il nomme au poste de gouverneur de l'île, un compatriote albanais, Mustapha Pacha. L'administration égyptienne se veut juste et impartiale. Mustapha appelle au calme, accorde l'amnistie générale et invite les émigrés à revenir : la population chrétienne repasse de 90 000 à 120 000 habitants. Deux conseils mixtes sont instaurés, même si la minorité des chrétiens au sein de la population les empêche d'être réellement entendus. À cette époque, de nombreux travaux sont entrepris : routes, ponts, aqueducs, et ports sont à nouveau construits, pour la première fois depuis la période vénitienne.
L'implication de Méhémet Ali dans un conflit contre l'Empire ottoman et sa défaite en Syrie ébranlent la puissance égyptienne en Crète. Les grandes puissances, dans leur volonté de maintenir intact l'Empire ottoman et afin de préserver leurs intérêts nationaux, décident de rendre la Crète à l'Empire ottoman, lors du Traité de Londres du 3 juillet 1840. Cette décision est le prétexte d'une nouvelle tentative de soulèvement, mais sans lendemain (février à avril 1841).
La situation interne en Crète ne change pas vraiment. Mustapha Pacha y retourne le 31 octobre 1842 et y reste jusqu'en 1850, date à laquelle il devient Grand vizir. Parmi les changements, la capitale de l'île est transférée à La Canée en 1851 et l'île est divisée en 23 provinces (Kazades).
Les événements de 1848 trouvent un écho favorable en Crète, même si aucune insurrection n'éclate cette année-là. Le 30 mars 1856, le Traité de Paris oblige le sultan à appliquer le Hatti-Houmayoun, c'est-à-dire l'égalité civile et religieuse des chrétiens et des Musulmans. Mais devant le grand nombre de conversions des musulmans au christianisme (majoritairement d'anciens chrétiens ayant abjuré pour éviter les représailles), l'Empire tente de restreindre la liberté de conscience.
Les quatre décennies suivantes jusqu'à l'indépendance en 1898, les révoltes ne font que suivre le chemin entrouvert par le Hatti-Houmayoun.

#### La grande révolte de 1866

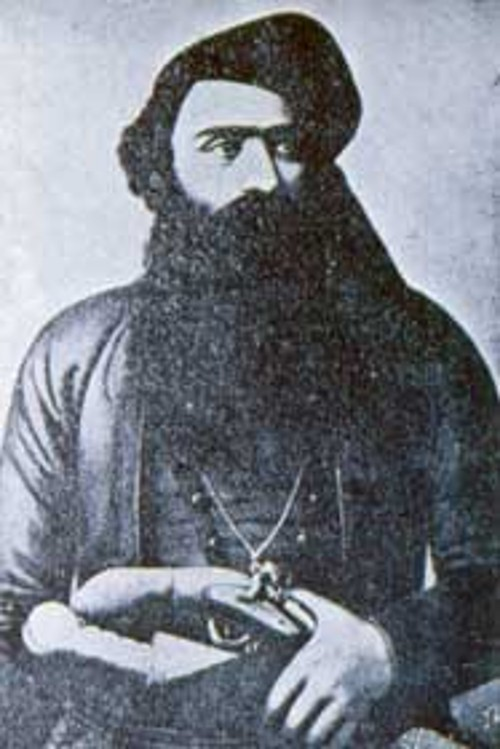
Hatzimichalis Yannaris.

Deux causes principales peuvent expliquer le soulèvement du peuple crétois. La première est la réticence des autorités ottomanes à appliquer concrètement le Hatti-Humayoun de 1856. La seconde cause à l'origine de l'insurrection de 1866 est l'intervention d'Ismaïl Pacha, Vice-roi d'Égypte et gouverneur de Crète depuis 1861, dans une querelle interne à propos de l'organisation des monastères crétois. Celle-ci provoque des réactions violentes au sein de la population chrétienne de Crète. Une assemblée révolutionnaire se réunit au printemps 1866 et demande l'union de la Crète à la Grèce. L'apogée de l'insurrection a lieu avec le massacre du monastère d'Arkadi, où en novembre 1866, plusieurs centaines de rebelles crétois ainsi que des femmes et des enfants préfèrent mourir en faisant sauter la réserve de poudre du monastère plutôt que de se rendre.

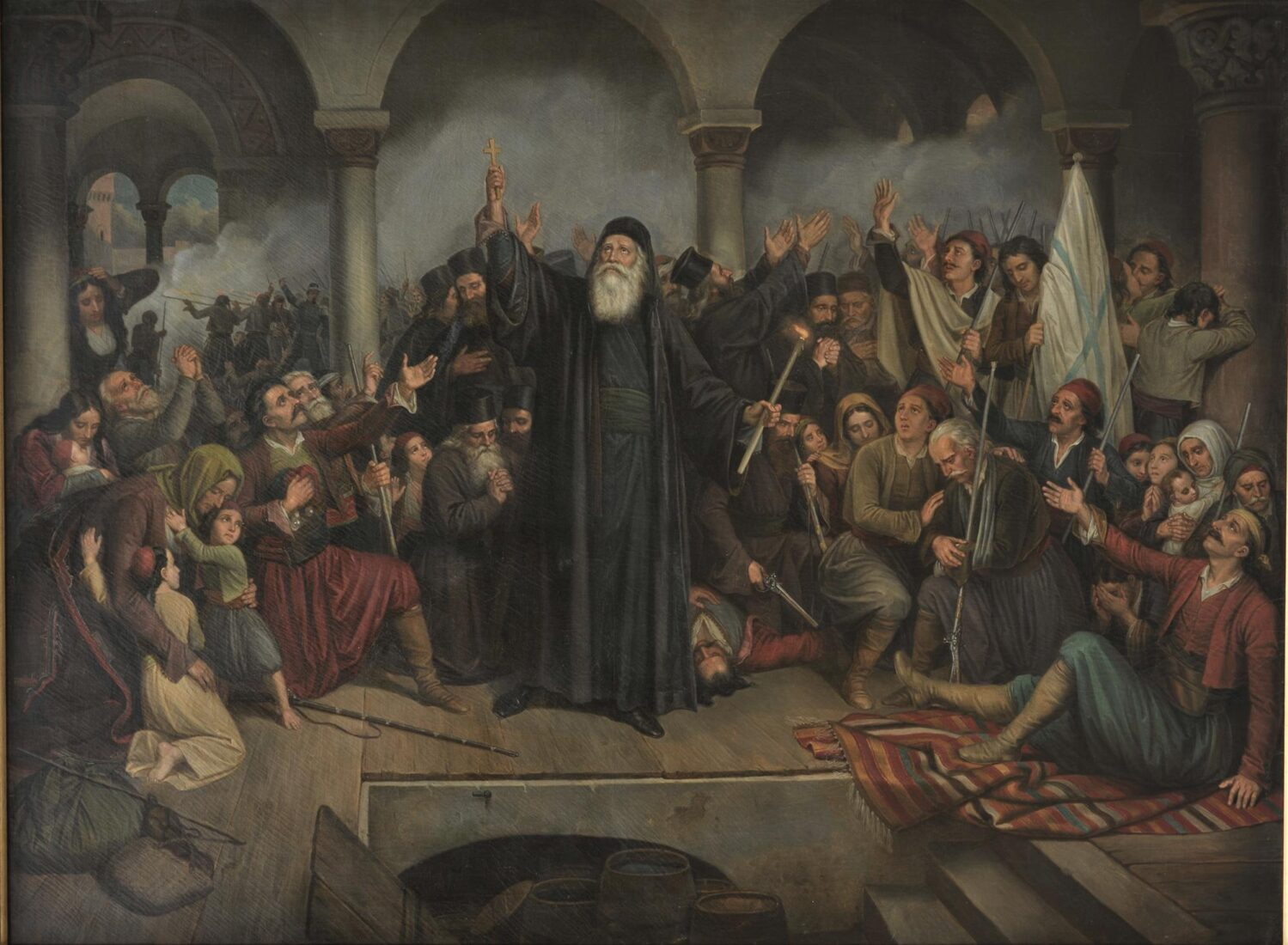
Représentation de l'instant précédant l'holocauste du monastère d'Arcadi exposée au monastère restauré.

En novembre 1867, Ali propose un nouveau projet administratif, la « Loi organique », comportant un certain nombre de privilèges, notamment une représentation limitée de l’élément crétois dans l’administration de l’île, des allègements fiscaux, l'établissement d'une banque et la pleine équivalence des deux langues, grecque et turque. En janvier 1869, la conférence de Paris se déroule sans représentants grecs. Elle invite le gouvernement hellénique à s’abstenir de toute action militaire dans l’île. La Crète reste au sultan, mais est déclarée province privilégiée, gouvernée selon les statuts spéciaux accordés en 1867. Cette insurrection amène alors la Crète à être incluse par la diplomatie des grandes puissances européennes dans la « Question d'Orient ».

## Crète contemporaine

### Indépendance de la Crète

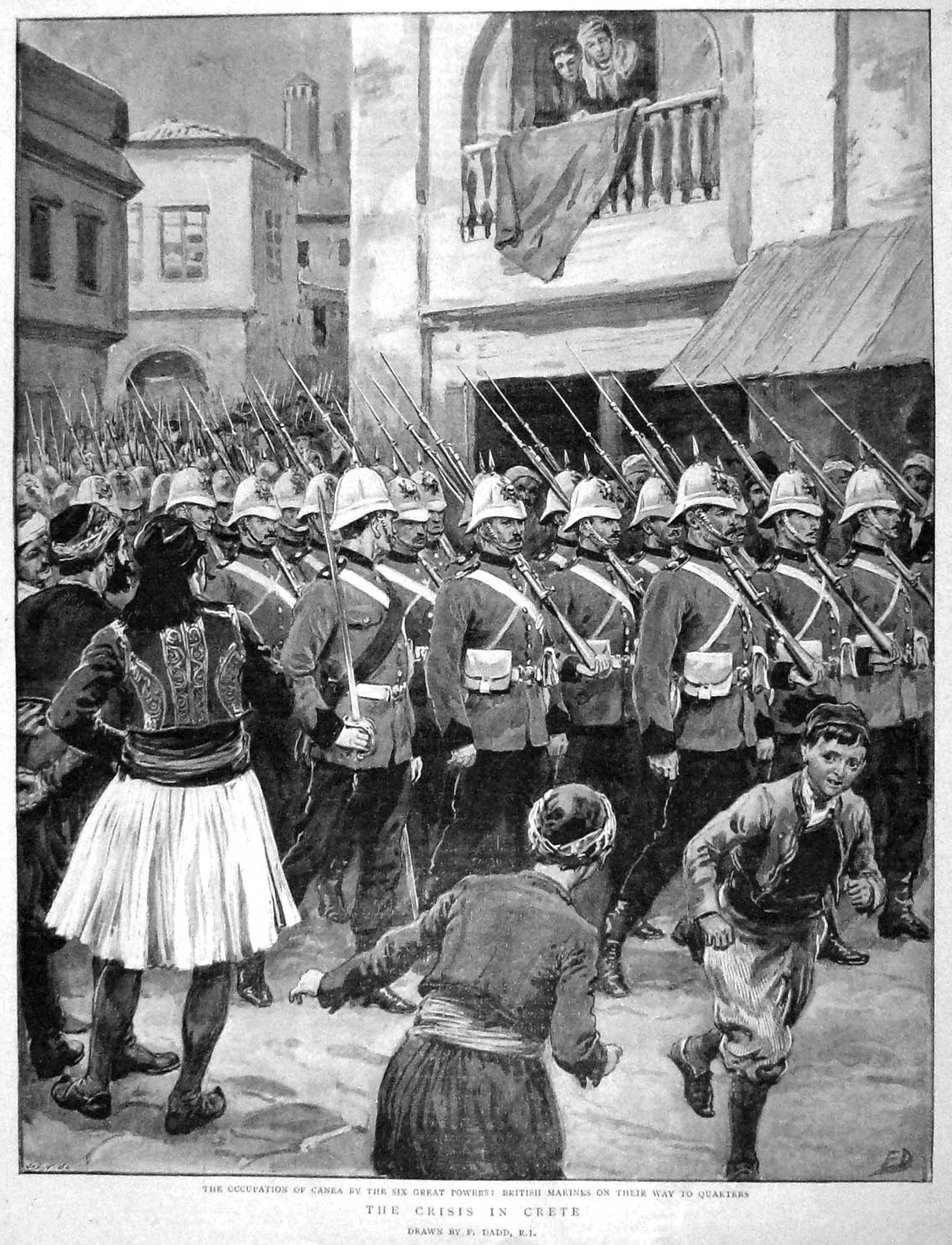
Les Royal Marines défilent dans La Canée pendant l'occupation de l'île par les puissances.

En 1895, le massacre d'Arméniens en Anatolie choque l'opinion publique internationale et force les grandes puissances européennes à s'intéresser au sort de la Crète. Pour montrer sa bonne volonté, la Porte remplace alors le gouverneur de Crète en place, par un chrétien, Aléxandros Karatheodorís, rappelé à ce poste. Cependant, les Turcs crétois, opposés à cette nomination, perpètrent des massacres de chrétiens afin d'obliger Karatheodorís à démissionner. En réaction, une assemblée révolutionnaire se constitue sous l'impulsion du consul général de Grèce.
La tension augmente avec les actes de violence perpétrés par les Turcs. Le 11 mai 1896, des Grecs de La Canée et des alentours sont massacrés. Des incidents similaires ont lieu à Héraklion. Ces événements poussent les puissances européennes à intervenir et à accentuer leur pression sur la Porte pour qu'elle fasse de nouvelles concessions. À La Canée, les consuls des grandes puissances fournissent une Constitution aux représentants chrétiens de Crète. Les principaux points en sont : la nomination par le sultan, pour cinq ans, et sur accord des grandes puissances d'un gouverneur chrétien ; le nombre d'emplois réservés aux chrétiens doit être le double de ceux réservés aux musulmans ; la gendarmerie crétoise doit être réorganisée et dirigée par des officiers européens ; une pleine indépendance économique et judiciaire est garantie à l'île sous la protection des grandes puissances.
Si la tension s'apaise quelque temps, elle se ravive à mesure que l'Empire ottoman tarde à mettre en œuvre la Constitution. À la mi-janvier 1897, les massacres reprennent, la résidence de l'évêque de La Canée est incendiée ainsi que les quartiers chrétiens.
Ces nouveaux massacres des chrétiens par les musulmans provoquent l'intervention de la Grèce qui occupe l'île et la proclame unifiée à la Grèce le 1er février 1897. L'Empire ottoman demande alors l'intervention des puissances européennes. La France, la Grande-Bretagne, l'Italie, la Russie, l'Autriche-Hongrie et l'Allemagne envoient des navires de guerre et des contingents à La Canée, Candie, Réthymnon et Sitía. Les puissances européennes refusent de reconnaître le rattachement de la Crète à la Grèce et adressent un ultimatum à la Grèce afin qu'elle retire ses troupes. Elles proposent toutefois la solution de l'autonomie pour l'île le 17 février. La Grèce refuse cette idée ainsi que celle d'une principauté.
| Contingents des grandes puissances européennes présents en Crète en 1897 | Contingents des grandes puissances européennes présents en Crète en 1897         | Contingents des grandes puissances européennes présents en Crète en 1897 | Contingents des grandes puissances européennes présents en Crète en 1897 | Contingents des grandes puissances européennes présents en Crète en 1897 |
| Localisation                                                             | Unités                                                                           |                                                                          |                                                                          |                                                                          |
| Allemagne                                                                | Allemagne                                                                        | Allemagne                                                                | Allemagne                                                                | Allemagne                                                                |
| ------------------------------------------------------------------------ | -------------------------------------------------------------------------------- | ------------------------------------------------------------------------ | ------------------------------------------------------------------------ | ------------------------------------------------------------------------ |
| La Canée                                                                 | 1 détachement de marine (1 officier et 10 marins)                                |                                                                          |                                                                          |                                                                          |
| Fort de Souda                                                            | 5 marins                                                                         |                                                                          |                                                                          |                                                                          |
| Autriche-Hongrie                                                         |                                                                                  |                                                                          |                                                                          |                                                                          |
| Souda                                                                    | 2 compagnie du 2d bataillon du 87e régiment d'infanterie                         |                                                                          |                                                                          |                                                                          |
| La Canée                                                                 | 1 compagnie du 2d bataillon du 87e régiment d'infanterie                         |                                                                          |                                                                          |                                                                          |
| Akrotiri                                                                 | 1 compagnie du 2d bataillon du 87e régiment d'infanterie                         |                                                                          |                                                                          |                                                                          |
| France                                                                   |                                                                                  |                                                                          |                                                                          |                                                                          |
| Sitía                                                                    | 2d bataillon du 4e régiment d'infanterie de marine et 200 marins                 |                                                                          |                                                                          |                                                                          |
| Spinalonga                                                               | 175 marins                                                                       |                                                                          |                                                                          |                                                                          |
| La Canée                                                                 | 2 compagnies du 2d bataillon du 8e régiment d'infanterie de marine               |                                                                          |                                                                          |                                                                          |
| Halepa                                                                   | 1 demi-compagnie du 2d bataillon du 8e régiment d'infanterie de marine           |                                                                          |                                                                          |                                                                          |
| Fort Subaschi                                                            | 1 compagnie du 2d bataillon du 8e régiment d'infanterie de marine                |                                                                          |                                                                          |                                                                          |
| Akrotiri                                                                 | 1 demi-compagnie du 2d bataillon du 8e régiment d'infanterie de marine           |                                                                          |                                                                          |                                                                          |
| Grande-Bretagne                                                          |                                                                                  |                                                                          |                                                                          |                                                                          |
| Candie                                                                   | 2 compagnies des Seaforth Highlanders et 1 bataillon des fusiliers gallois       |                                                                          |                                                                          |                                                                          |
| La Canée                                                                 | 2 compagnies des Seaforth Highlanders dont 80 hommes parfois attachés à Akrotiri |                                                                          |                                                                          |                                                                          |
| Italie                                                                   |                                                                                  |                                                                          |                                                                          |                                                                          |
| Ierapetra                                                                | 2 compagnies du 2d bataillon du 36e régiment d'infanterie                        |                                                                          |                                                                          |                                                                          |
| Candie                                                                   | 2 compagnies du 2d bataillon du 36e régiment d'infanterie                        |                                                                          |                                                                          |                                                                          |
| La Canée                                                                 | 8e bataillon Bersaglieri                                                         |                                                                          |                                                                          |                                                                          |
| Akrotiri                                                                 | 1 compagnie de marins du navire "Sicile"                                         |                                                                          |                                                                          |                                                                          |
| Russie                                                                   |                                                                                  |                                                                          |                                                                          |                                                                          |
| Rethymnon                                                                | 2 compagnies du 1er bataillon du 56e régiment d'infanterie                       |                                                                          |                                                                          |                                                                          |
| La Canée                                                                 | 2 compagnies du 1er bataillon du 56e régiment d'infanterie                       |                                                                          |                                                                          |                                                                          |

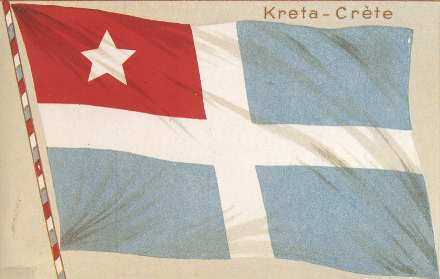
Drapeau de la Crète autonome.

En avril, la guerre qui éclate entre la Grèce et la Turquie oblige la Grèce à retirer ses troupes de Crète pour les utiliser sur le continent. Les Grecs, battus par l'armée turque formée par l'Allemagne demandent la médiation des grandes puissances. S'éteint alors l'espoir d'une union avec la Grèce et les dirigeants crétois n'ont d'autre choix que d'accepter l'autonomie.
La Crète reste sous la suzeraineté de la Turquie, mais les Grandes puissances ne quittent pas la Crète pour autant : si l'Allemagne et l'Autriche font évacuer leurs navires et se détournent de la question crétoise à cause de leur intérêt croissant pour la Turquie, la Grande-Bretagne, la France, la Russie et l'Italie maintiennent leurs troupes afin de restaurer l'ordre et d'introduire des réformes. Elles divisent l'île en quatre parties, qu'elles administrent séparément, la capitale La Canée étant administrée conjointement. Cette administration par un conseil d'amiraux des puissances européennes est reconnue par l'assemblée crétoise. Le 26 novembre 1898, les grandes puissances proposent au poste de gouverneur de Crète le Prince Georges de Grèce, fils du roi de Grèce.

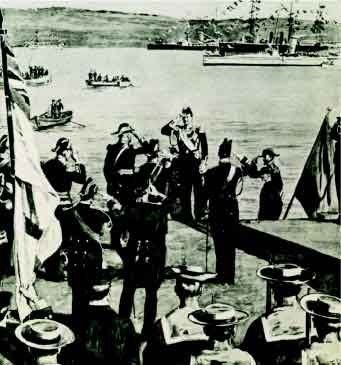
Arrivée du prince Georges à Souda, le 9 décembre 1898.

Un conseil exécutif, dont fait partie Eleftherios Venizelos, est chargé de l'administration de l'île jusqu'à l'arrivée du Prince. Ce conseil exécutif est d'ailleurs témoin du dernier évènement dramatique de la présence ottomane. Le 25 août 1898, une émeute turque aboutit au massacre de centaines de chrétiens, de 17 soldats britanniques chargés de la sécurité du conseil exécutif, et du consul britannique en Crète. Les soldats turcs sont alors priés de quitter l'île : le dernier soldat turc quitte l'île le 2 novembre 1898. Le Prince Georges arrive le 9 décembre, les puissances lèvent le blocus de la Crète, seules quelques contingents européens restent sur l'île. De nombreux crétois musulmans quittent alors la Crète : le recensement de 1900 estime la population musulmane à 1/9e de la population, contre un tiers en 1881,.
Le gouvernement du Prince Georges élabore une constitution, la première de l'île. Des élections sont organisées et désignent 138 députés chrétiens et 50 musulmans. De 1898 à 1904, la Crète connaît une période de paix, même si les avis divergent au sein de la population sur l'avenir à donner à l'île.
Au printemps 1905, une insurrection éclate contre le gouvernement crétois. Elle est menée par Eleftherios Venizelos qui dénonce la corruption de l'entourage du Prince Georges. Ce dernier doit renoncer à ses fonctions et est remplacé par Alexandre Zaimis, ancien président du conseil hellénique. Zaimis ne va pas au bout de son mandat de cinq ans. En 1908, la commission qui le remplace pendant une absence proclame l'Enosis à la Grèce le 10 octobre 1908. L'union est finalement repoussée sous la pression du Royaume-Uni en échange de l'évacuation de l'île par les troupes européennes. La Crète accède ainsi à une indépendance de fait, bien qu'elle reste en théorie sous souveraineté turque.
La période de l'indépendance est créatrice dans tous les domaines de la vie économique et intellectuelle. De nombreux travaux d'infrastructure sont réalisés, des bâtiments publics ou privés luxueux sont construits. À Rethymnon, par exemple, l'activité intellectuelle prospère comme le prouvent les salles de cinéma ou les théâtres.

### L'Enosis
Profitant de désordres intérieurs en Turquie en 1908, les Crétois déclarent l'union avec la Grèce, un acte internationalement reconnu seulement en 1913.
Dans un premier temps, même le royaume de Grèce refuse de reconnaître cette union, par peur de représailles des grandes puissances. C'est donc une succession de gouvernements provisoires composés de Crétois (dont Eleftherios Venizelos jusqu'en 1910) qui dirigent l'île.
Avec le traité de Bucarest de 1913, qui fait suite à la guerre des Balkans, le sultan Mehmed V renonce à ses droits sur l’île et en décembre, le drapeau de la Grèce est hissé sur la forteresse de La Canée (devenue capitale) en présence du roi Constantin Ier de Grèce et d'Eleftherios Venizelos le 1er décembre 1913. Au même endroit, une plaque de marbre est érigée portant l'inscription suivante :

« Occupation turque en Crète
 1669-1913
 267 ans, 7 mois, 7 jours
 de souffrance »

Le premier gouverneur grec est l'ancien Premier ministre grec Stephanos Dragoumis.

## La Crète au sein de la Grèce

### Économie et société dans les premières années de l'union
L'historien Detorakis estime qu'économiquement la Crète est en meilleure santé que la plupart des autres régions de Grèce. Entre autres, les exportations dépassent largement les importations lors d'une étude de 1928.
L'économie locale est principalement basée sur l'agriculture et en particulier sur l'exploitation de l'olivier. 80 000 hectares d'oliviers fournissent 25 000 tonnes d'huile. Vient ensuite la production de vin, autour d'Héraklion et La Canée. Les autres cultures présentes en grandes quantités sont celles des amandes, des agrumes, des noix, du tabac et de la soie. L'élevage se développe rapidement au cours de cette période, tout comme la production de fromage dont 650 tonnes sont exportées en 1928.
L'industrie commence à s'implanter sur l'île. En plus des vieilles savonneries d'Héraklion, des usines de transformation du raisin ou des agrumes font leur apparition autour d'Héraklion principalement. Cependant, en 1928, l'industrie crétoise ne représente que 2 % de toute la production industrielle du royaume de Grèce.

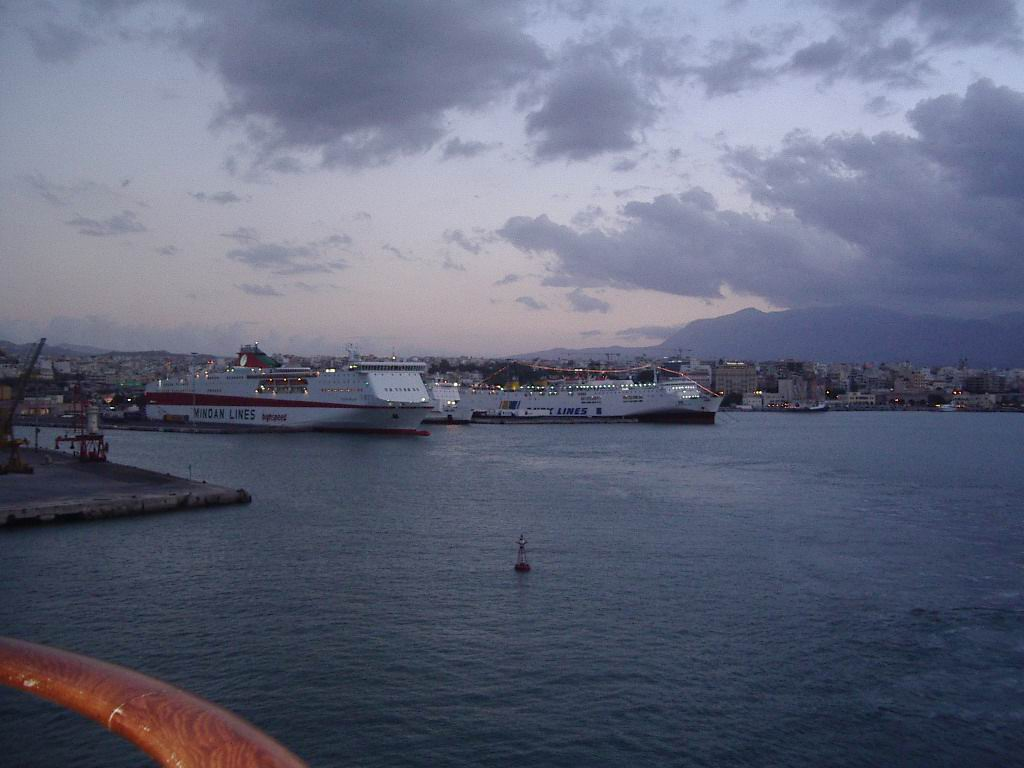
Le nouveau port d'Héraklion.

L'île entame de grands travaux, dont les principaux sont la construction du nouveau port d'Héraklion afin de pouvoir accueillir les navires de forts tonnages, et l'ouverture de deux aéroports, à Máleme et à Héraklion.
La Crète des années 1910, est un bastion du Vénizélisme. En 1915, Eleftherios Venizelos s'oppose au Roi Constantin Ier de Grèce à propos de l'entrée en guerre de la Grèce aux côtés des Alliés. L'île le soutient lorsqu'il crée un Gouvernement de défense nationale basé à Thessalonique et contrôlant le nord de la Grèce et qu'il entre en guerre aux côtés des Alliés.
La défaite de la Grèce contre la Turquie en 1922 provoque un afflux de réfugiés grecs d'Asie mineure vers la Grèce. La Crète reçoit de nombreux réfugiés, en particulier de la région de Smyrne. Ils s'installent surtout autour d'Héraklion. Le Traité de Lausanne de 1923 impose un échange de population entre les deux pays. La population turque de l'île est évacuée, soit environ 30 000 personnes. Les terres leur appartenant sont redistribuées aux Crétois. Les 33 900 réfugiés d'Asie mineure, qui pour la plupart étaient commerçants ou agriculteurs propriétaires et avaient eu un bon niveau de vie en Ionie, mais avaient tout perdu, se retrouvent ouvriers agricoles au service des 17 000 Crétois qui bénéficient des 10 000 hectares pris aux Turcs crétois. Selon les chiffres de 1928, la part des réfugiés venus d'Asie mineure et de Thrace orientale dans certains dèmes dépasse les 10 % de la population, mais ils forment désormais un prolétariat exploité mais cultivé, ce qui ne manque pas de causer des tensions, évoquées dans ses romans par Níkos Kazantzákis. Tel est le cas dans les dèmes de La Canée, de Rethymnon et de Pyrgos et plus de 20 % pour Héraklion.
D'une manière générale, la population de l'île augmente. Le recensement de 1928 indique 386 427 habitants, à comparer aux 336 151 de 1913. Et après plusieurs siècles de présence ottomane, la population se retrouve quasi exclusivement orthodoxe, à part quelques communautés juives et arméniennes, principalement concentrées dans les villes.
À la fin des années 1930, le royaume de Grèce est dirigé par le gouvernement dictatorial du général Ioánnis Metaxás. Le 28 juillet 1938, des officiers de l'armée et d'anciens hommes politiques prennent le contrôle de la station de radio de La Canée et appellent le roi Georges II et l'armée à renverser le régime en place. Cette action fait partie d'un putsch de plus grande envergure planifié par Emmanouil Tsouderos, alors gouverneur de la Banque de Grèce. La marine grecque est envoyée en Crète et la rébellion est écrasée en quelques heures. Les dirigeants capturés sont condamnés à la prison ou à l'exil sur des îles des Cyclades. Ceux qui ont pu fuir vers Chypre sont condamnés à mort par contumace.

### La Crète dans la Seconde Guerre mondiale

#### La Grèce envahie

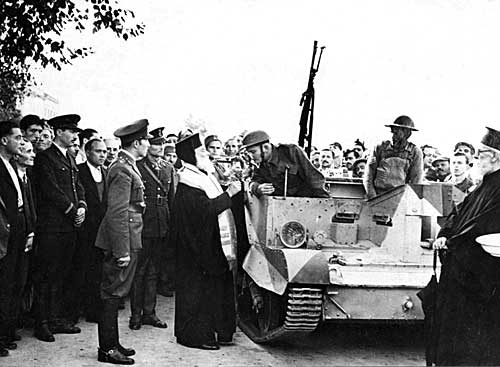
En décembre 1940, le métropolite orthodoxe crétois de Kissamos et Sélinos bénit des soldats britanniques avant leur embarquement vers la Grèce continentale.

En 1939, le Royaume-Uni garantit une aide militaire à la Grèce si son intégrité territoriale est menacée. L'intérêt principal de la Grande-Bretagne est que la Crète ne tombe pas dans des mains ennemies, l'île étant considérée comme une défense naturelle de l'Égypte (et par conséquent du canal de Suez et de la route des Indes). Les troupes britanniques débarquent en Crète avec le consentement du gouvernement grec à partir du 3 novembre 1940, dans le but de rendre la 5e division grecque de Crète disponible pour le front albanais.
L'invasion de la Grèce continentale par les forces de l'Axe débute le 6 avril 1941 et se fait en quelques semaines malgré l'intervention des armées du commonwealth aux côtés de la Grèce. Le roi Georges II et le gouvernement d'Emmanouil Tsouderos sont obligés de fuir Athènes et se réfugient en Crète le 23 avril. La Crète est également le refuge des troupes du Commonwealth qui fuient depuis les plages de l'Attique et du Péloponnèse vers la Crète pour y organiser un nouveau front de résistance.

#### Bataille de Crète

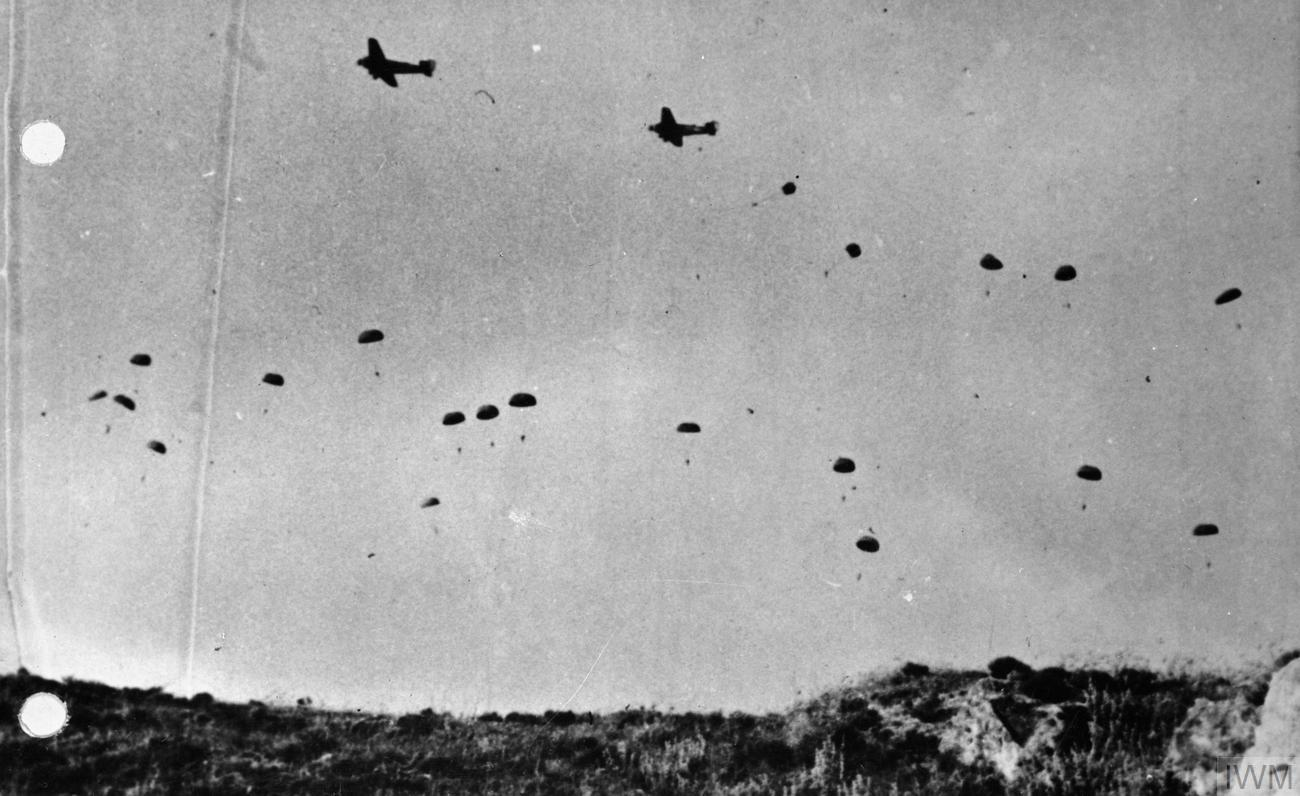
Parachutistes allemands au-dessus de la Crète.

Après la conquête de la Grèce continentale, l'Allemagne se tourne vers la Crète, qui est la dernière étape de la campagne des Balkans. La bataille de Crète oppose les troupes britanniques et alliées (néo-zélandaises, australiennes et grecques) aux parachutistes allemands pendant 10 jours, du 20 au 31 mai 1941.
Le matin du 20 mai 1941, le IIIe Reich lance une invasion aéroportée sur la Crète sous le nom de code « opération Merkur ». 17 000 parachutistes allemands sous les ordres du général Kurt Student sont largués sur trois points stratégiques : Máleme, Héraklion, et Réthymnon. Leur but est de s’assurer le contrôle de ces trois aérodromes pour permettre l'arrivée de renforts aérotransportés par la Luftwaffe qui dispose alors de la maîtrise du ciel, alors que la Royal Navy et la marine grecque sont encore maîtresses des mers environnantes et empêchent tout débarquement.

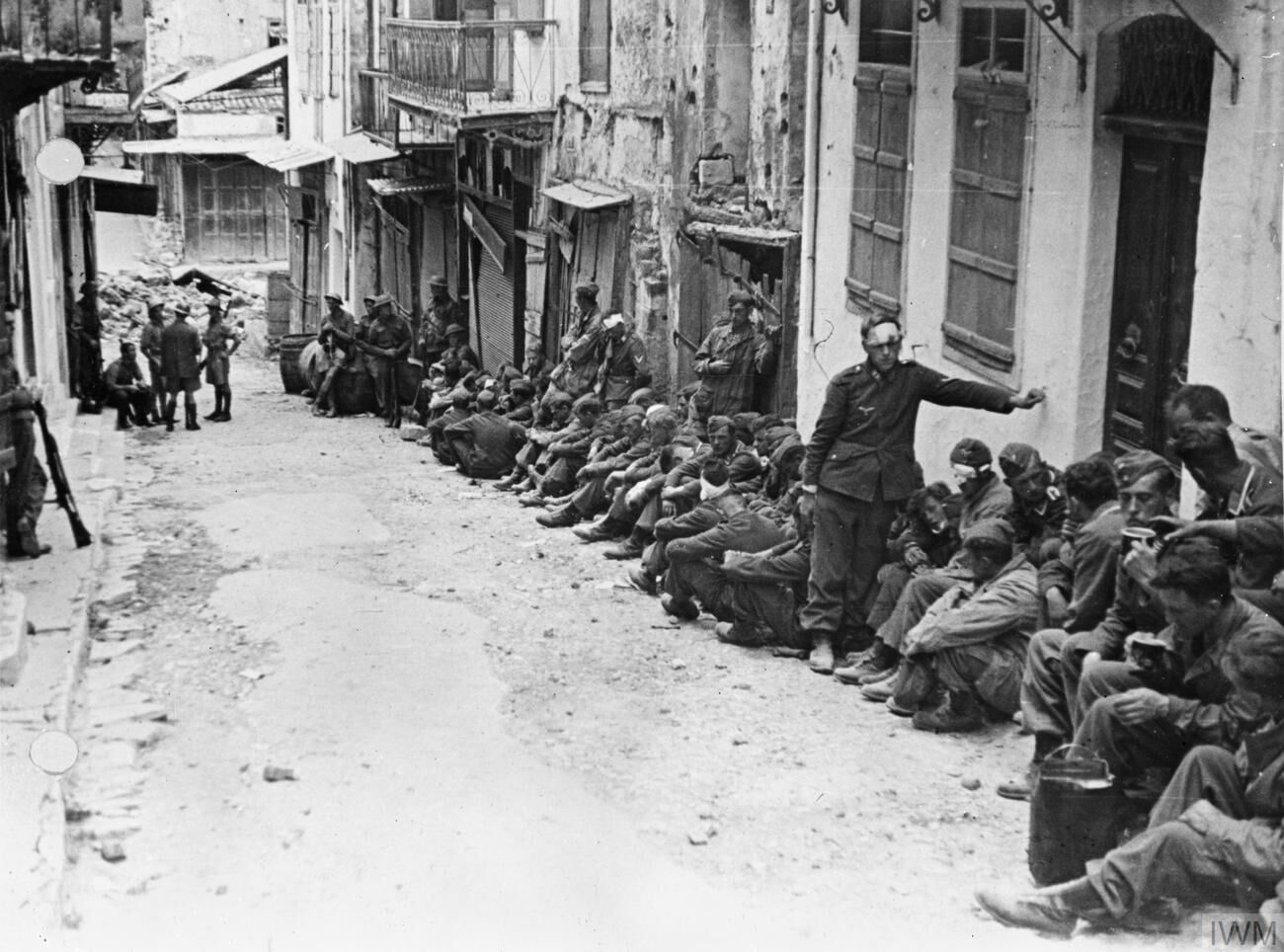
Prisonniers allemands.

Pendant deux semaines, la bataille fait rage et a une allure de victoire à la Pyrrhus pour l'Allemagne, qui rencontre une résistance inattendue de la part des Grecs, des troupes du Commonwealth et des civils. Après une journée de combats, aucun des objectifs n'est atteint et les Allemands ont déjà perdu près de 4 000 hommes.
Le jour suivant, à cause d'une mauvaise communication et d'une mauvaise appréhension des événements de la part des commandants alliés, l'aéroport de Máleme tombe. Une fois Máleme sécurisé, les Allemands débarquent par milliers, malgré les deux convois contraints à faire demi-tour par la Royal Navy (celle-ci subissant de lourdes pertes infligées par la Luftwaffe : deux croiseurs et un destroyer) les 21 et 22 mai (les Allemands subissant des pertes de l'ordre de 10 % : 297 hommes, le reste des troupes rejoignant la Crète quelques jours plus tard par avion),, et submergent toute la partie occidentale de l'île. Après sept jours de combats, les généraux alliés réalisent que tant d'Allemands ont débarqué que tout espoir de victoire est perdu. Au 1er juin 1941, les Alliés ont totalement évacué la Crète qui est entièrement sous contrôle allemand. Après les lourdes pertes essuyées par les troupes d'élite aéroportées, Hitler bannit toute idée d'opération aéroportée pour les batailles futures. Le général Kurt Student dit que la Crète est « le cimetière des parachutistes allemands » et une « victoire désastreuse ».

#### Occupation et résistance
Les troupes allemandes se vengent de leurs difficultés lors de la conquête de l'île en rasant le village de Kandanios près de La Canée dès le 3 juin 1941. La prise de ce village leur avait coûté de nombreux hommes. Le 3 juin 1942, soixante-deux otages pris parmi les notables d'Héraklion sont exécutés sur l'aéroport de la ville, en représailles aux sabotages des Britanniques et des résistants grecs. Le 3 septembre 1942, le major à la retraite Alexandros Rautopoulos, chef du Comité national révolutionnaire crétois, est exécuté à La Canée après avoir été torturé. Les premiers groupes de résistants crétois se forment dans les montagnes dès le mois de juin 1941. En janvier 1942, les troupes allemandes encerclent le maquis d'Asterousia dans la région de Messará. Les résistants réussissent à s'échapper après d'intenses combats. En septembre 1943, un combat oppose les troupes d'occupation aux résistants commandés par le « capétan » Bantouvas dans la région de Symé : quatre-vingt-trois soldats allemands sont tués et treize faits prisonniers.
En représailles, onze villages sont détruits et 352 hommes fusillés. 400 otages de plus auraient dû être exécutés. L'intervention d'Eugenios Psalidakes, futur archevêque de l'île, les sauve. Le 4 mai 1944, les troupes allemandes rasent le village de Saktouria près de Rethymnon et exécutent tous les hommes de plus de quinze ans. Le treize août, c'est le tour d'Anógia, dont seules les églises sont épargnées. Le 15 octobre 1944, la résistance crétoise empêche le massacre du village de Phournies dans la région de La Canée et inflige de lourdes pertes aux Allemands. Il en est de même pour le village de Vryses dans la même région deux mois plus tard. Affamée, retranchée autour de la Canée, la garnison allemande de Crète ne se rend que le 12 mai 1945.

### Crète contemporaine
La guerre civile grecque, qui déchire la Grèce au lendemain de la Seconde Guerre mondiale, épargne de manière générale les îles et la Crète en particulier. L'île entame une période de reconstruction de façon plus sereine que les autres régions de Grèce.
Mais l'émigration reste importante. L'île fournit 9 % des nouveaux Athéniens. 56 % des émigrés grecs vers l'Allemagne sont Crétois, 11 % de ceux qui partent vers la Belgique ou l'Australie et 3,8 % vers les États-Unis viennent de Crète.

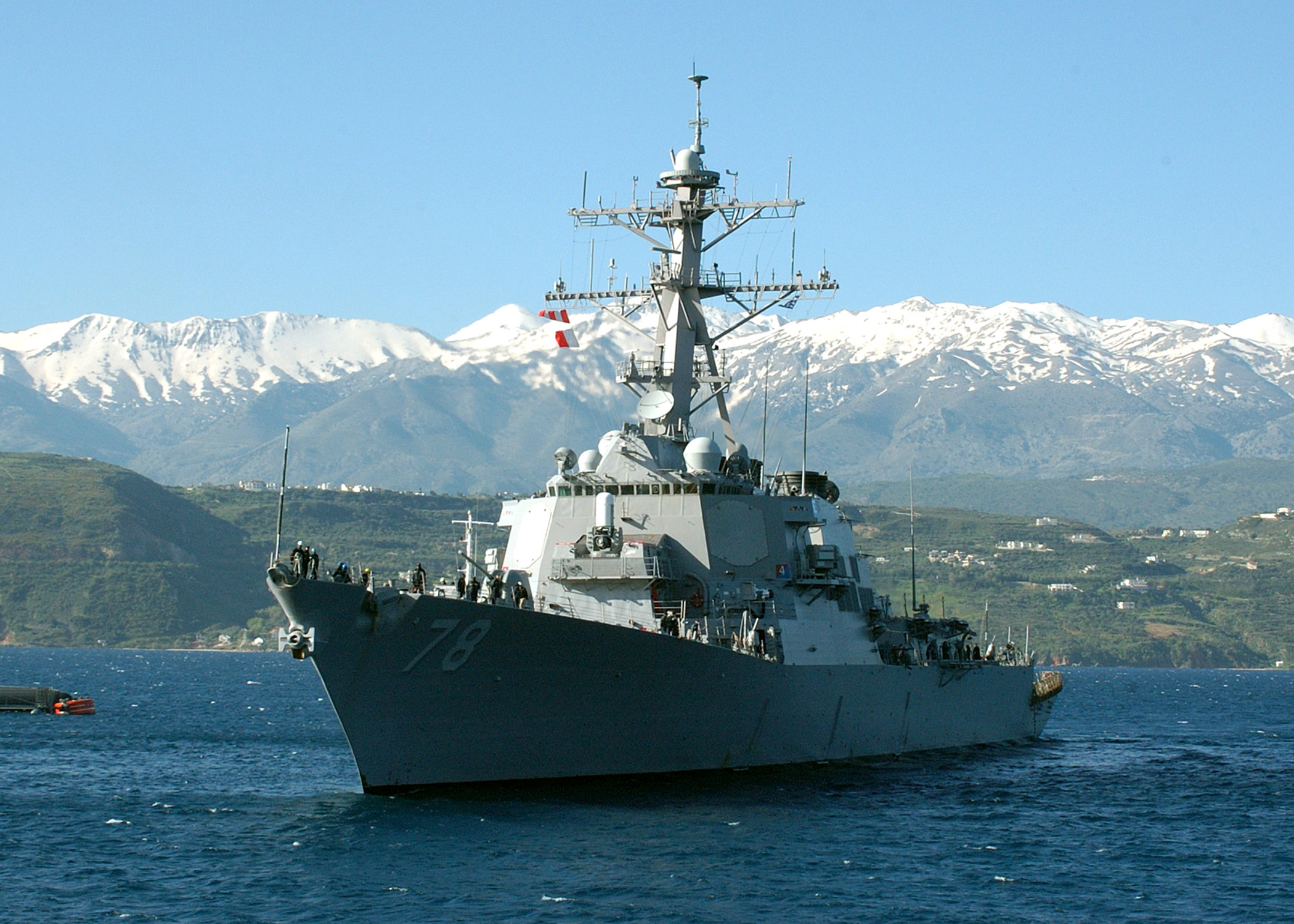
Le destroyer américain dans la baie de Souda (avril 2006).

Même au cours de la seconde moitié du XXe siècle, l'aspect stratégique de la position de la Crète intéresse toujours les grandes puissances. L'armée américaine, soucieuse de s'implanter en Europe de l’Est, ouvre des bases militaires en Grèce, dont celles de Gournes et Souda en Crète (1969). Le gouvernement américain est peu populaire en Grèce, car il a soutenu la junte militaire des années 1970. En juin 1981, une importante manifestation, soutenue entre autres par le maire et l'évêque d'Héraklion, bloque le port de Souda, en protestation contre la présence américaine sur le sol grec. En 1985, Andréas Papandréou, nouvellement élu Premier ministre, promet la fermeture de toutes les bases américaines en Grèce avant 1988. La base de Gournes ferme ses portes en 1993, mais celle de Souda est toujours actuellement ouverte.

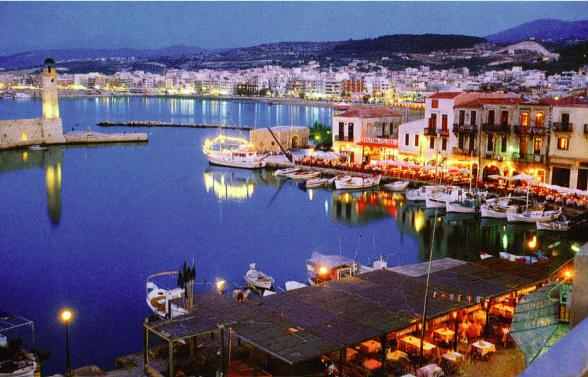
Le port de Réthymnon, bordé de nombreux restaurants et tavernes. En arrière-plan, le bord de mer, longé d'hôtels et de résidences touristiques.

La seconde moitié du XXe siècle marque un fort essor du tourisme en Crète, comme dans le reste de Grèce. Une comparaison des équipements touristiques entre 1975 et 1995 permet de mieux appréhender cet essor. Si globalement, la variation du nombre de places de camping entre ces deux dates se situe entre 0 et -45 % selon le nome de Crète concerné, en revanche, la variation du nombre de lits d'hôtels et de lits de chambres à louer est très significative de l'ampleur prise par le tourisme. Les quatre nomes de Crète affichent une variation de +370 %, avec +1000 % pour le nome de Réthymnon. La variation du nombre de lits des chambres à louer est supérieur à +700 % sur l'ensemble de l'île, avec +900 % pour le nome d'Héraklion. En 2005, la Crète propose 1 506 hôtels toutes catégories confondues, pour 143 480 lits, avec un taux de remplissage de 72,8 %, le plus élevé des régions de Grèce. En 2006, la Crète a accueilli 1 700 000 des onze millions de touristes ayant séjourné en Grèce. Avec environ 764 000 touristes, Héraklion et ses alentours est à elle-seule, la seconde destination du pays derrière Athènes.
En 2004, lors des Jeux olympiques d'Athènes, Héraklion est une des six villes hôtes des Jeux avec Athènes, Thessalonique, Volos, Olympie, Patras. La ville d'Héraklion, et indirectement le club de football PAE Ergotelis Héraklion profitent de la construction d'un nouveau stade afin d'accueillir dix des matchs de football du tournoi olympique, dont un quart de finale masculin et une demi-finale féminine (voir aussi l'article Football aux Jeux olympiques de 2004).
La population compte 623 666 habitants en 2005.